# Alstaden
Die ehemalige Gemeinde Alstaden an der Ruhr, meist kurz Alstaden (IPA: [ˈalʃtaːdn̩], anhörenⓘ, in der örtlichen bergischen Mundart auch [ˈalʃtaːn]),  ([ˈalʃteːn], [ˈalstn̩]), ist eine Ortschaft im westlichen Ruhrgebiet und heute Stadtteil der kreisfreien Stadt Oberhausen in Nordrhein-Westfalen. Mit 17.581 Einwohnern Ende 2023 auf einer Fläche von 3,85 km² handelt es sich bei Alstaden um den bevölkerungsreichsten Stadtteil Oberhausens.
Alstaden ist heutzutage vor allem durch lockere Wohnbebauung mit lokalem Handel, Grünflächen und Gebiete zur Naherholung am Ufer der Ruhr geprägt. Eine Besonderheit sind die vielfältigen Baustrukturen. Neben der hohen „Beschwerdeaktivität“ der Alstadener gilt vor allem die außerordentliche Identifikation der Einwohner mit ihrem Stadtteil als typisch für Alstaden.
Historisch bildete Alstaden vom Spätmittelalter bis ins frühe 19. Jahrhundert den nördlichsten Teil der Grafschaft, bzw. des Herzogtums Berg.

## Geographie

### Lage und Gebiet
Alstaden ist der südlichste Stadtteil Oberhausens und liegt im Südwesten des Stadtbezirks Alt-Oberhausen. Er ist der einzige Oberhausener Stadtteil am Ufer der Ruhr, an der Alstaden 1,8 km Anteil hat. Der bei Alstaden fließende Ruhrarm wird oft Alte Ruhr oder Kleines Strömchen genannt, im Gegensatz zum Ruhrschifffahrtskanal in Mülheim. Naturräumlich liegt der Stadtteil größtenteils wie der gesamte Westen Alt-Oberhausens auf der Ruhr-Emscher-Platte (575.321), nahe der Grenze zum Niederbergischen Land und Westenhellweg. Als einziger Oberhausener Stadtteil umfasst Alstaden auch Gebiete in der Unteren Ruhraue (575.320).
Nach Norden hin bildet die Bahnstrecke Oberhausen–Duisburg-Ruhrort die Grenze nach Lirich-Süd, nach Nordosten bilden die Bahnstrecke Duisburg–Dortmund und die Grenzstraße die Grenze nach Alt-Oberhausen. Im Osten bildet die Bogenstraße die Grenze zwischen Alstaden und dem Oberhausener Teil Styrums, bevor dies im Südosten die Straße Landwehr übernimmt. Südöstlich und südlich grenzt Alstaden an den Mülheimer Stadtteil Styrum, getrennt durch die Straße Rechenacker und die Bahnstrecke Duisburg–Mülheim-Styrum. Im Westen bildet zunächst die Obermeidericher Straße die Grenze zwischen Alstaden und Meiderich sowie Duisburg-Dümpten, bevor dies die Autobahn A3 übernimmt. Die Ruhr trennt den Stadtteil im Südwesten von Speldorf.
Der westlichste Punkt Alstadens liegt in den Ruhrauen westlich der Alten Ruhr, der nördlichste Punkt befindet sich am Ende der Erftstraße. Den östlichsten Punkt bildet die Kreuzung Landwehr/Rechenacker, während der südlichste Punkt dort liegt, wo die Bahnstrecke Duisburg–Mülheim-Styrum die Ruhr überquert. Dies ist gleichzeitig der südlichste Punkt der Stadt Oberhausen.
Das Ruhrufer bildet mit 25 m über NN den tiefsten Punkt Alstadens.

### Nutzungsarten des Gebietes
Am 31. Dezember 2009 betrug die Katasterfläche des Stadtteils im Stadtteilentwicklungskonzept der Stadt Oberhausen 338 ha. Die Abweichung dieses Werts von der offiziellen Angabe (385 ha) ist durch die Grenzziehung zu erklären: Teile des Ostens Alstadens werden im Stadtteilentwicklungskonzept dem Bereich Oberhausen-Mitte/Styrum zugeordnet.
Von den 338 ha wurden 168 ha (49,8 %) für Wohnflächen genutzt, wirtschaftlich genutzt wurden 10 ha (3,1 %). 14 ha (4,1 %) zählen zu den gemischten Bauflächen und Sondergebieten. 17 ha (4,9 %) dienten dem Verkehr. 35,5 % der Fläche (120 ha) bestand aus Wald, Wasserflächen, Landwirtschaftsflächen, Parks und Grünanlagen.
Die durchschnittliche Besiedlungsdichte beträgt 4672 Einwohner je km².

## Geschichte

### Vorindustrielle Phase
Eine Besiedlung Alstadens in vor- und frühgeschichtlicher Zeit kann bisher durch archäologische Funde nicht nachgewiesen werden, mittelsteinzeitliche Überreste hat man in Lirich im Tal der Emscher gefunden, jungsteinzeitliche nördlich Alstadens im Bereich der Lipper Heide.
Auch eine Besiedlung in germanischer Zeit ist bislang für den Raum Alstaden nicht nachgewiesen, die nächstgelegenen germanischen Siedlungsplätze hat man in Lirich und Meiderich gefunden.
Alstadens Lage an der Ruhr und seine Topographie haben in der vorindustriellen Phase die Entwicklung des Dorfes geprägt: Nächst dem Fluss befanden sich die Ruhrauen, ein fruchtbares Überschwemmungsgebiet, das sich zur Viehzucht eignete und zu einer Niederterrasse anstieg, die hochwasserfrei war und aus gutem Ackerboden bestand. An der Kante der Niederterrasse zur Ruhraue, im Bereich der heutigen Kewerstraße und Speldorfer Straße, entstand der früheste Siedlungskern, eine einem Straßendorf ähnliche Aneinanderreihung von Bauernhöfen. Dass diese Ansiedlung ihre Ursprünge bereits in fränkischer Zeit hatte, wird zwar in der Literatur häufig behauptet, kann jedoch bisher nicht belegt werden. Ebenfalls unbelegt ist die Erwähnung in einem Werdener Urbar um 1200. Die früheste Überlieferung über Alstaden stammt aus dem Jahr 1393, als der Bauernhof „Höffkenscheidts Gut“ an das Kloster Sterkrade verkauft wurde. Auch das Kloster St. Gereon in Köln verfügte über Grundbesitz in Alstaden. Aus den Gerichtsakten sind um 1400 einige Alstadener Hofbesitzer als Schöffen beim Gericht in Mülheim überliefert: Gerhard Schriver 1385, Hermann Scheper 1401, Sweder van Alstaden 1407 und Hermann van Alstaden 1432 1550 wurde in Alstaden als Teil der Herrschaft Broich die Reformation durchgeführt, und die Einwohner mussten den reformierten Glauben annehmen.

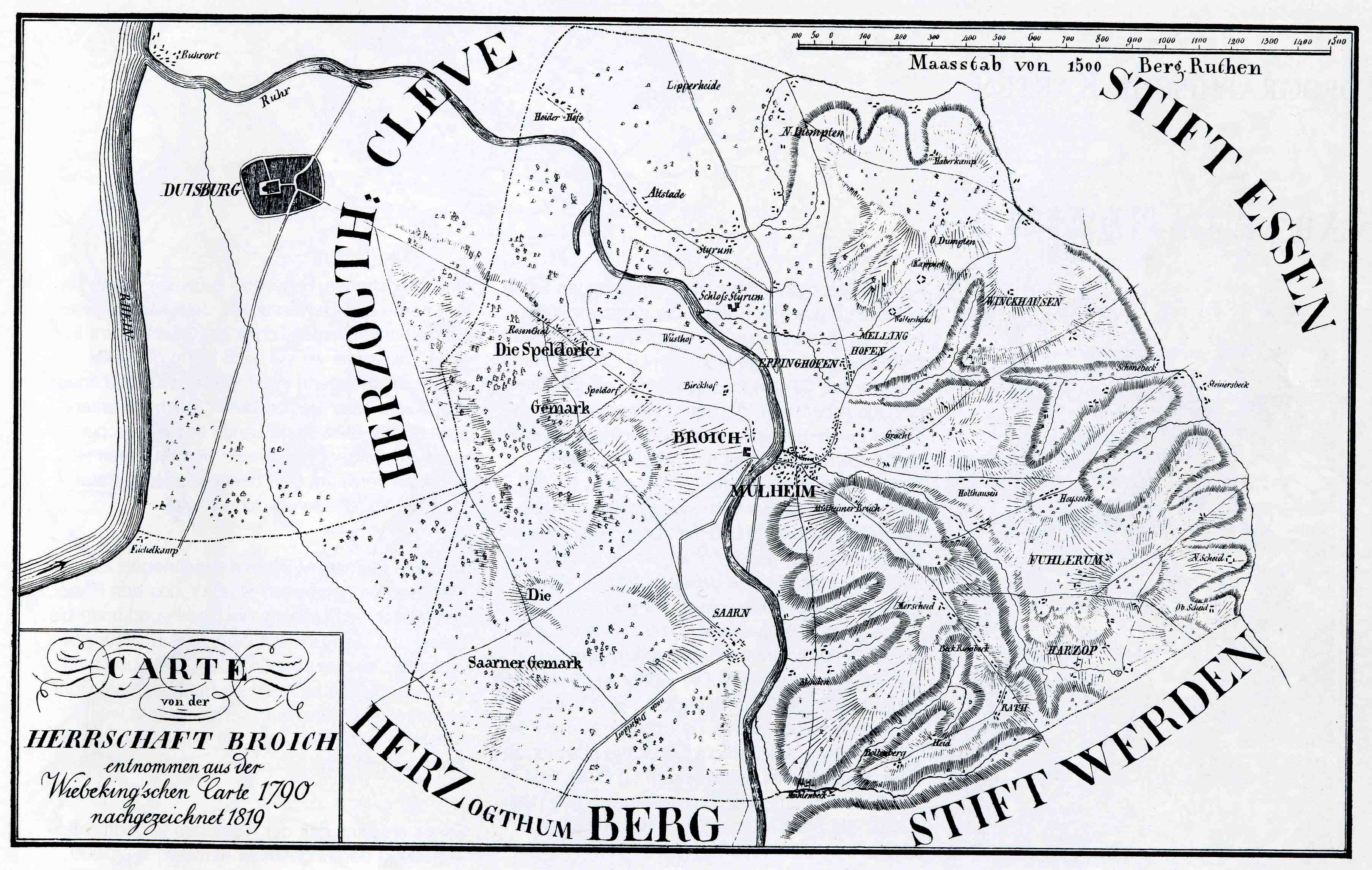
Karte der Herrschaft Broich um 1790. Im Nordwesten die Bauerschaften „Altstade“ und „Heider Höfe“

In späterer Zeit bildete sich ein zweiter Siedlungskern nordwestlich am Rande des nördlich von Alstaden gelegenen Heidegebietes, auf den Karten des 17. und 18. Jahrhunderts wird noch klar unterschieden zwischen dem Dorf Alstaden und dem Dorf Heiderhöfen, das etwa entlang der heutigen Straßen Heiderhöfen, Flockenfeld und Lickenberg lag. Der Name „Heiderhöfen“ wird noch 1907 zur Benennung des westlichen Teils Alstadens genutzt.
In dieser ersten Phase der Entwicklung des Dorfes war Alstaden rein agrarisch geprägt. Dies änderte sich ab ca. 1800, 1791 wird der erste Alstadener Schiffer erwähnt, mit der wachsenden Bedeutung der Ruhrschifffahrt, die ihren Höhepunkt von 1840 bis 1855 erreichte, als bis zu hundert Kähne täglich Alstaden passierten. Im Jahre 1840 befuhren knapp 400 Kohlefrachter die untere Ruhr, hierbei waren ca. 1500 Schiffsleute und etwa 250 Pferdeknechte mit rund 500 Pferden beschäftigt. Zunehmend ließen sich Schifferknechte, Werftbesitzer – zeitweise gab es drei Werften für Ruhrkähne – Frachtkahnbesitzer und Schiffszimmerleute nieder, so dass in Alstaden am Vorabend der Industrialisierung eine Mischstruktur aus Landwirtschaft, Handwerk und Transportwesen entstand. An diese Blütezeit der Ruhrschifffahrt erinnert heute noch der Straßenname Schifferstraße.
Alstaden gehörte im Spätmittelalter und in der Frühen Neuzeit zur Herrschaft Broich, welche als Unterherrschaft zur Grafschaft Berg gehörte, Alstaden also somit der nordwestliche Zipfel der Grafschaft war. Das Verzeichnis der Mülheimer Höfe um 1556 listet für die Honnschaft Alstaden 12 Bauernhöfe auf, die den Herren von Broich dienstpflichtig waren. Im „Rauchhühnerverzeichnis der Herrschaft Broich“ aus dem Jahre 1648 werden für Alstaden 32 Haushalte aufgelistet, die Abgaben an die Herren von Broich zu entrichten haben. In der „Untertanenrolle“ von 1672 sind dreißig Alstadener Höfe bzw. Kotten aufgelistet. Das „Wach- und Dienstgelderverzeichnis“ von 1750 führt für die Honnschaft Alstaden 38 Haushalte auf. Genauere Zahlen über die Bevölkerung liegen für das Jahr 1812 vor, damals lebten in Alstaden 280 Menschen, davon gehörten 15 zur katholischen Konfession, 259 waren Reformierte und 6 Lutheraner; 141 waren männlichen Geschlechtes, 139 weiblich. Die zur Bürgermeisterei Mülheim an der Ruhr gehörige Gemeinde Alstaden hatte 1822 383 Einwohner, im Jahre 1847 733.

### Verwaltungsgeschichte

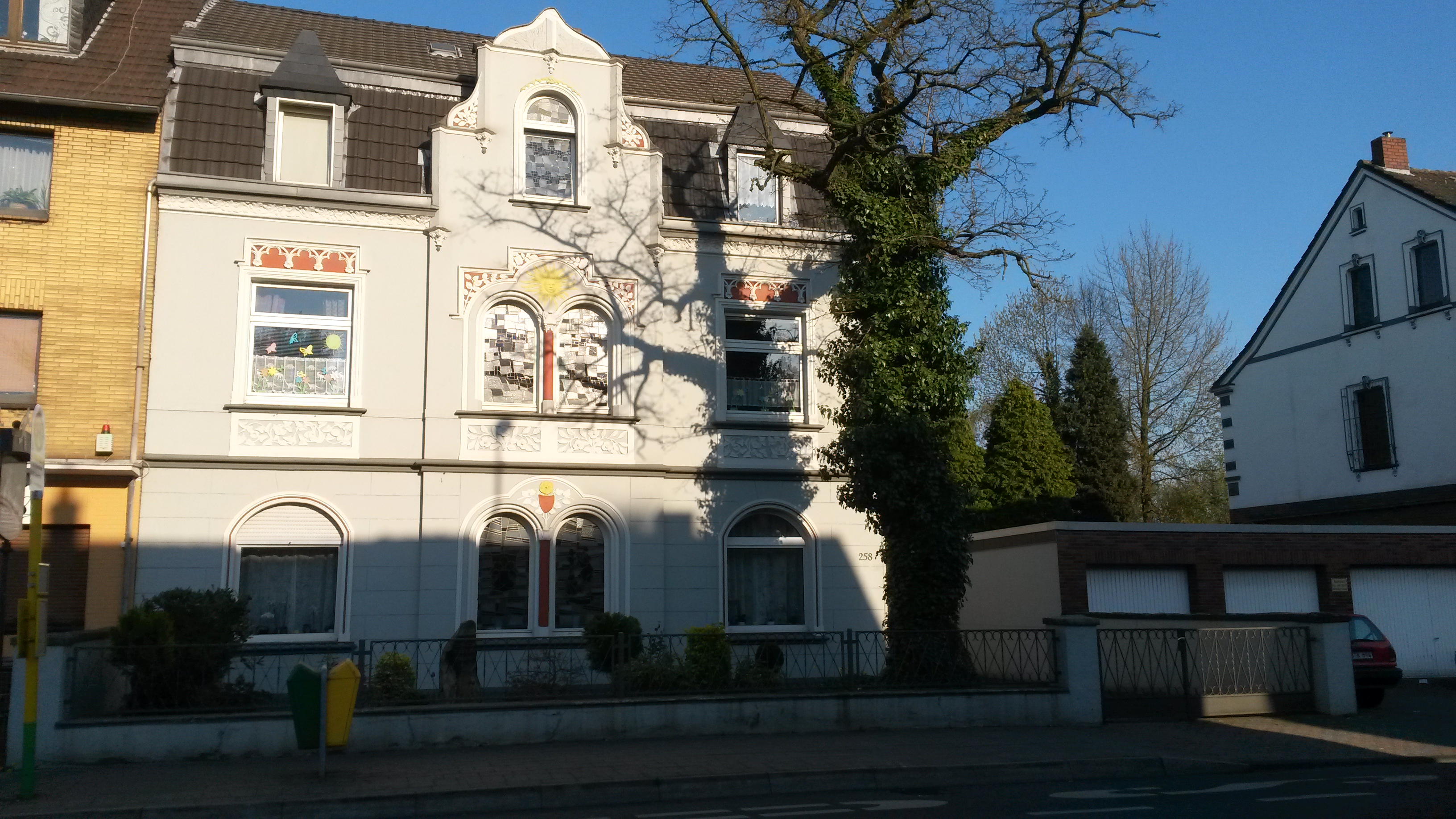
Das alte Gemeindeamt

Mit der französischen Besatzung des Rheinlands wurden die alten Verwaltungsstrukturen aufgelöst, weswegen auf Dekret Napoleons vom 14. November 1808 das Arrondissement Essen innerhalb des Départements Rhein gegründet wurde, das bis 1813 bestand. Nach dem Wiener Kongress wurde Alstaden als Teil der Bürgermeisterei Mülheim an der Ruhr am 23. April 1816 dem Kreis Essen zugeordnet, der am 27. September 1823 mit dem Kreis Dinslaken zum neuen Kreis Duisburg vereinigt wurde. Gemäß der Gemeindeordnung für die Rheinprovinz erhielt Alstaden zusammen mit Heiderhöfen 1845 den Status einer eigenen Gemeinde.
Im Jahre 1857 wurden die Landgemeinden, darunter auch Alstaden, von der Bürgermeisterei Mülheim abgetrennt und Teil der Bürgermeisterei Mülheim-Land. Im Zusammenhang mit der Gründung der Bürgermeisterei Oberhausen im Jahre 1862 musste Alstaden ebenso wie die Gemeinden Styrum und Dümpten einen etwa einen Kilometer breiten nördlichen Randstreifen, der aus Heidegebiet bestand, an Oberhausen abtreten. Diese drei Gemeinden, Alstaden, Styrum und Dümpten bildeten ab 1878 die Bürgermeisterei Styrum. Als gemäß Verfügung des preußischen Königs vom 14. Juli 1903 die Stadtgemeinde Mülheim und mehrere Landgemeinden zum Stadtkreis Mülheim an der Ruhr zusammengefasst wurden, blieb Alstaden neben Heißen und Dümpten Teil des nunmehr stark geschrumpften Landkreises Mülheim an der Ruhr.
In diesem Zusammenhang wurde Alstaden, das bis dahin zur Bürgermeisterei Styrum gehört hatte, eine eigene Bürgermeisterei, und am 6. Januar 1904 wurde Ludolf Kewer der erste und einzige Bürgermeister Alstadens (1904–1910). Nach der Eingemeindung Alstadens in die Stadt Oberhausen am 1. April 1910 bekleidete Kewer das Amt des Ersten Beigeordneten der Stadt Oberhausen, aber bereits am 1. Januar 1911 trat er aus gesundheitlichen Gründen in den Ruhestand. Er verstarb 66-jährig am 18. November 1923 in Münster. Um ihn zu ehren, wurde in Oberhausen-Alstaden eine Straße, die bis 1910 Wilhelmstraße hieß, in Kewerstraße umbenannt.
1929 wurden – parallel zur Zusammenlegung von Oberhausen, Sterkrade und Osterfeld zum Stadtkreis Groß-Oberhausen und parallel zur Abgemeindung von Teilen der Sterkrader Stadtteile Biefang und Holten nach Hamborn – Teile des Duisburger Stadtteils Meiderich abgetrennt und mit Oberhausen vereinigt. Es handelte sich um Häuser der östlichen Seite der Obermeidericher Straße, die fortan zum Stadtteil Alstaden gehörten. Ebenfalls seit 1929 gehört auch ein Teil der 1862 abgemeindeten Alstadener Heide wieder zum Stadtteil Alstaden, nämlich das Stück zwischen Alstadener Straße und der Bahnstrecke Oberhausen–Duisburg-Ruhrort.

### Industrialisierung

#### Zeche Alstaden

Protegohaube über dem ehemaligen Schacht 3 der Zeche Alstaden

Den Industrialisierungsprozess in Alstaden prägte die Zeche Alstaden. Nachdem 1851 in Alstaden erstmals Kohle gefunden wurde, gründete Albert de Gruyter mit belgischen Investoren 1855 die „Mülheimer Bergbau-Kommanditgesellschaft Albert de Gruyter & Co“ und man begann mit den Teufarbeiten, die sich – nicht zuletzt auf Grund von Wassereinbrüchen durch die nahe gelegene Ruhr – bis 1858 hinzogen, als die Zeche die erste Kohle förderte. Im gleichen Jahr wurde eine Kohlenbahn, auf der von Pferden gezogene Loren die Kohle zu einer Verladestelle an der Ruhr brachten, errichtet. 1869 lösten die bisherigen Besitzer ihre Gesellschaft auf und gründen die „Alstaden, Actien-Gesellschaft für Bergbau“. Etwa 800 Meter nordwestlich der bisherigen Schachtanlage begannen 1870 die Teufarbeiten für Schacht „Alstaden 2“, jedoch wurde erst 1875 die regelmäßige Förderung aufgenommen. 1904 übernahm die Bergbaugesellschaft Hibernia AG die „Alstaden, Aktiengesellschaft für Bergbau“ und am 1. Juli wurde Schacht 1 stillgelegt und nur noch als Wetterschacht genutzt. Im gleichen Jahr errichtete die Hibernia eine Brikettfabrik neben Schacht 2.

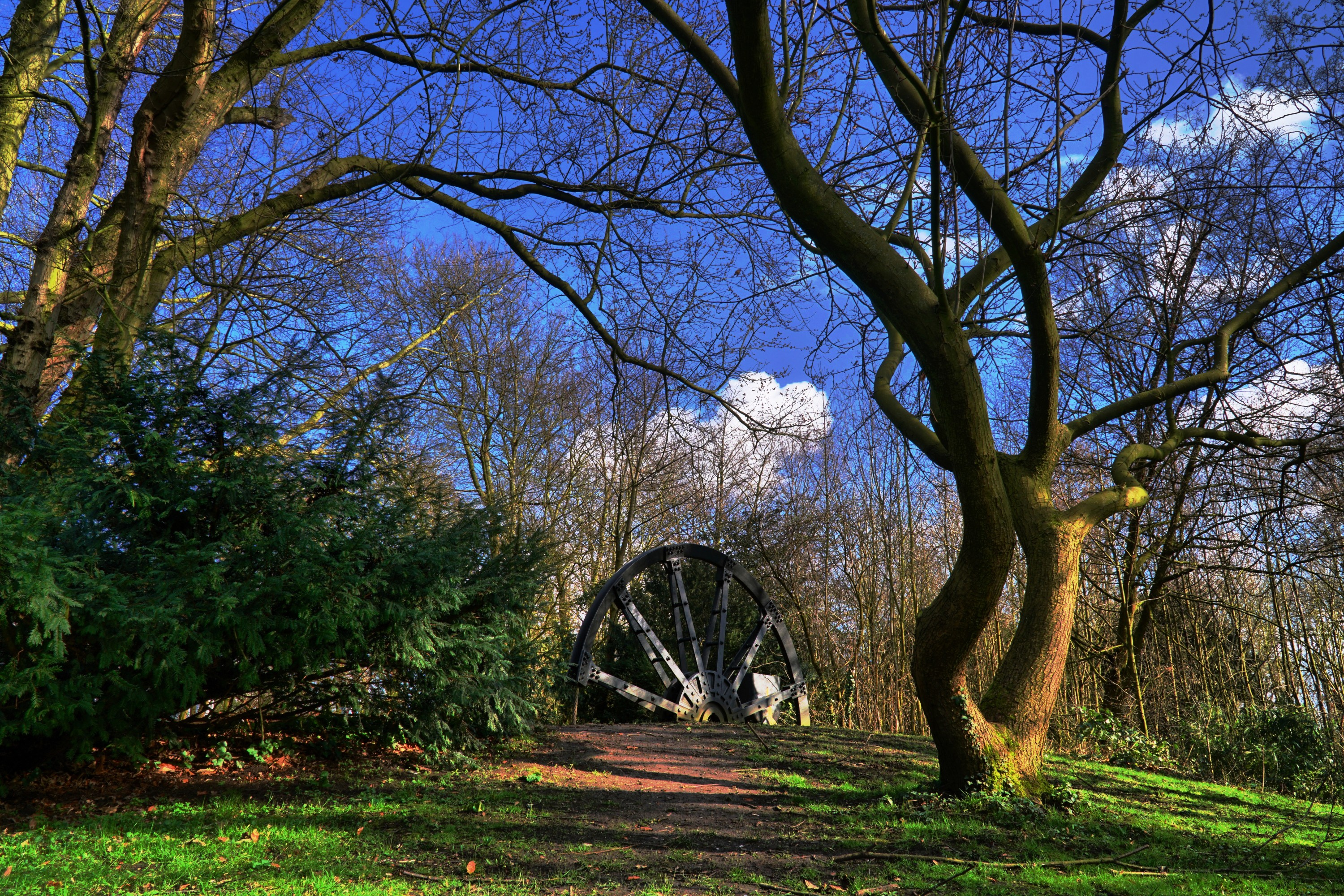
Denkmal der Zeche Alstaden

Hatte die Belegschaft der Zeche im Jahre 1860 aus 253 Bergarbeitern bestanden, so verdoppelte sich die Zahl innerhalb von fünf Jahren und zwischen 1865 und 1885 lag die Zahl der Beschäftigten in der Regel knapp über 500. Ab 1885 stieg die Zahl der Belegschaftsmitglieder bis 1900 rapide an und erreichte im Jahr 1900 mit 1.196 den höchsten Stand vor dem Ersten Weltkrieg. Von 1900 bis 1913 lag die Belegschaft in der Regel knapp über 1.000.
Parallel zur steigenden Zahl der Mitarbeiter stieg die Kohleproduktion von 41.000 Tonnen im Jahre 1860 auf 295.000 Tonnen im Jahre 1913. Dieser Anstieg war jedoch nicht linear, durch Absatzkrisen kam es zeitweilig zu erheblichen Einbrüchen in der Produktion.
1933 nahm der neue Schacht 3 auf dem Gelände von Schacht 2 die Schachtförderung auf und übernahm 1936 trotz eines relativ kleinen Fördergerüsts die Gesamtförderung der Zeche.
Durch die ausschließliche Förderung von Anthrazitkohle und der Brikettfabrik war die Zeche Alstaden als Hausbrandzeche spezialisiert und überlebte daher die Kohlekrise der 50er und 60er Jahre in der Hibernia AG. 1968 wurde sie in die Ruhrkohle AG eingebracht und 1973 geschlossen.

#### Zeche Concordia
Eine fast ebenso große Bedeutung wie die Zeche Alstaden hatte für die Entwicklung der Gemeinde Alstaden die Zeche Concordia, auf die in diesem Rahmen nicht näher eingegangen wird, da die Schachtanlage sich unmittelbar außerhalb der Gemeindegrenze auf Oberhausener Gebiet befand. Ein Großteil der Belegschaft wohnte jedoch in Alstaden: Von den 1159 im Jahre 1893 in Alstaden lebenden Bergarbeitern arbeiteten 648 auf der Zeche Alstaden, 492 auf der Zeche Concordia, sieben weitere Bergleute arbeiteten auf der Zeche Oberhausen, zwölf weitere auf der Zeche Roland.

#### Ziegeleien
Eine große Bedeutung für Alstaden hatte das Ziegelgewerbe, das von der zweiten Hälfte des 19. Jahrhunderts bis zum Ersten Weltkrieg bestand. Aus den Lehmböden der Niederterrasse wurden in den zahlreichen Feldbränden die Millionen von Steinen für den Handel produziert. Eine wichtige Rolle spielten hierbei die sogenannten Plug, Arbeitskolonnen aus Holland, die alljährlich zur „Tigeltid“ (Ziegelzeit) nach Alstaden kamen und in den Ziegeleien arbeiteten.
1902 errichtete auch die Zeche Alstaden einen eigenen Ziegelofen, was den Anstoß zur Aufrüstung der primitiven Feldbrände zu Ringöfen, die für die Massenproduktion geeignet waren, gab. Zu den Abnehmern der Alstadener Steine gehörten im ersten Jahrzehnt des zwanzigsten Jahrhunderts die Gutehoffnungshütte, die Zeche Concordia, die Eisenbahnen und zahlreiche Bauunternehmer; ein Großteil der Oberhausener Fabriken war aus Alstadener Ziegelsteinen erbaut.

#### Arbeiterbewegung in Alstaden
Einer der ersten größeren Bergarbeiterstreiks des Ruhrgebiets fand 1869 auf der Zeche Alstaden statt. Im Zusammenhang mit dem Streik auf der Essener Zeche Victoria Mathias gab es mehrere Versammlungen und Kundgebungen des Allgemeinen Deutschen Arbeitervereins (ADAV) im Mülheimer Raum, so eine von 600 Arbeitern besuchte Versammlung am 4. Oktober 1868. Im Januar 1869 forderte der ADAV-Bevollmächtigte für Oberhausen A. Erdmann auf einer Bergarbeiterversammlung in Alstaden, dass eine achtstündige Schicht durchgesetzt werden solle. Daraufhin stellte ein Drittel der Belegschaft der Zeche Alstaden am 19. Januar 1869 die Arbeit ein und fuhr erst ein, nachdem die Werksleitung ihrer Forderung stattgegeben hatte. Nachdem auch die anderen zwei Drittel der Belegschaft eine achtstündige Schicht forderte, wurde dies abgelehnt, woraufhin am 21. Januar 1869 die Gesamtbelegschaft von 400 Bergleuten in den Streik trat. Da die Zechenverwaltung ihren Lieferverpflichtungen nachkommen musste, kaufte sie Kohle bei der benachbarten Zeche Roland, was die Bergleute der Zeche Roland veranlasste, aus Solidarität mit ihren Alstadener Kollegen ab dem 27. Januar 1869 ebenfalls zu streiken. Wegen der Hinhaltetaktik der Bergwerksbesitzer, der fehlenden finanziellen Unterstützung für die streikenden Bergarbeiter bröckelte der Streik auf Zeche Roland ab dem 9. Februar 1869 ab. Am 20. Februar 1869 kam es zu Verhandlungen zwischen den Bergwerksbesitzern und dem Streikkomitee der Zeche Alstaden, wobei deutlich wurde, dass der Streik gescheitert war. Das Streikkomitee setzte durch, dass lediglich zwei Mitglieder des Streikkomitees entlassen wurden, alle anderen Bergleute aber keinerlei Repressalien zu befürchten hatten.

#### Vereinswesen vor 1914
Die wichtigsten Vereine waren zunächst konfessionellen Ursprungs. Bereits 1882 gab es den St. Marien-Knappenverein für die auf der Zeche Alstaden arbeitenden katholischen Bergleute. Ein katholischer Arbeiterverein wurde 1897 gegründet.
Auf protestantischer Seite gab es zunächst den „Männer- und Jünglingsverein“, der sein Vereinsheim an der heutigen Flügelstraße errichtete, 1899 kam als weiterer Verein der „Evangelische Männerverein Alstaden“ hinzu.
Die aus den polnischsprachigen Provinzen Preußens stammenden Alstadener organisierten sich ebenfalls in Vereinen, so bestanden 1900 in Alstaden drei polnische Vereine: „St. Georg Verein“ (46 Mitglieder), ein Gesangverein mit 28 Mitgliedern und der „St. Peter und Paul Verein“ (24 Mitglieder). Um 1900 war also etwa 1 % der Bevölkerung in polnischsprachigen Vereinen organisiert.

### Bevölkerungsentwicklung
Im Verlaufe der Industrialisierung wuchs die Einwohnerzahl des bis dahin landwirtschaftlich geprägten Dorfes Alstaden erheblich an. Hatte die Zahl der Einwohner 1867 2.675 betragen, stieg sie bis 1871 auf 3.110 Einwohner, von denen 1.179 in Alstaden geboren worden waren. Nach einem erheblichen Bevölkerungsanstieg von 1871 bis 1875 auf 4.034 Einwohner stagnierte die Einwohnerzahl im folgenden Jahrfünft und die Gemeinde hatte 1880 4.095 Einwohner, gerade einmal 61 mehr als 1875. Mit der langsam einsetzenden Phase der Hochindustrialisierung erhöhte sich die Einwohnerzahl von 4.707 im Jahre 1885 auf 5.727 im Jahre 1890, was einer durchschnittlichen jährlichen Bevölkerungszunahme von 3,91 % entsprach. Die Landgemeinde Alstaden umfasste 1885 352 Hektar, von denen 1885 158 Hektar (= 44,89 %) landwirtschaftlich genutzt wurden, es gab 426 Wohngebäude, in denen sich 888 Haushalte befanden, also 2,08 Haushalte pro Wohngebäude. Alstaden war damals eine überwiegend protestantische Gemeinde: 56,92 % Evangelische gegenüber 42,57 % Katholiken. 1895 betrug die Einwohnerzahl 7.078 und 1900 9.606, von denen 5.162 männlichen Geschlechtes waren und 4.444 weiblichen Geschlechtes.
| Jahr | Einwohner |
| ---- | --------- |
| 1812 | 280       |
| 1816 | 346       |
| 1822 | 383       |
| 1832 | 452       |
| 1837 | 505       |
| 1840 | 544       |

| Jahr | Einwohner |
| ---- | --------- |
| 1847 | 733       |
| 1852 | 1.711     |
| 1858 | 2.296     |
| 1867 | 2.675     |
| 1871 | 3.110     |
| 1880 | 4.095     |

| Jahr | Einwohner |
| ---- | --------- |
| 1885 | 4.707     |
| 1890 | 5.727     |
| 1895 | 7.078     |
| 1900 | 9.606     |
| 1905 | 11.544    |
| 1910 | 14.117    |

Bemerkung zur Tabelle: Daten von Volkszählungen liegen vor für 1812 und ab 1871, bei letzteren Daten ist der Stichtag der 1. Dezember des jeweiligen Volkszählungsjahres; die Daten wurden den jeweiligen Bänden der Statistik des Deutschen Reiches entnommen. Die anderen vor 1871 liegenden Daten sind Schätzungen des Landratsamtes Mülheim.
Der größte Arbeitgeber in Alstaden war die Zeche Alstaden, die 1893 eine Belegschaft von 910 Arbeitern aufwies, von denen 266 aus den polnischsprachigen östlichen Provinzen Preußens stammten, vornehmlich aus Schlesien: 228 der 266. Während der Anteil der Arbeitskräfte aus den preußischen Ostprovinzen bis 1912 stagnierte, kamen ab 1900 vermehrt auch im Ausland angeworbene Arbeitskräfte hinzu (1912 = 119), vor allem stammten diese Arbeitskräfte aus Holland (57) und Italien (35).

### Reichstagswahlen in Alstaden
Die politisch führende Kraft in Alstaden bis in die 1890er Jahre hinein war die Nationalliberale Partei, die auch – bis auf 1869 und 1907 – stets den Reichstagswahlkreis gewinnen konnte. Die Rolle der katholisch orientierten Zentrumspartei wuchs durch den Zuzug katholischer Einwohner stetig an und erreichte in Alstaden ab 1898 ungefähr die Stärke der Nationalliberalen Partei.
Mit Inkrafttreten des Sozialistengesetzes 1878 und den auch von Seiten der Arbeitgeber einsetzenden Repressalien gegen sozialdemokratisch gesinnte Arbeitnehmer, spielte die Sozialdemokratie in Alstaden keine bedeutende Rolle mehr. Bei der Ersatzwahl zum Reichstag am 27. Februar 1879 erhielt der sozialdemokratische Kandidat Wilhelm Hasenclever in der Gemeinde Alstaden keine einzige Stimme. Auch bei den Reichstagswahlen 1884 und 1887 erhielten die Sozialdemokraten unter zehn Stimmen, zur politisch führenden Kraft mit 50,1 % der abgegebenen, gültigen Stimmen wurde die SPD erst 1903.
Ab der Reichstagswahl 1903 kandidierte auch die polnische Partei im Wahlkreis, blieb aber in Alstaden mit 4,4 % und 1907 mit 7,1 % der abgegebenen, gültigen Stimmen relativ unbedeutend.
Bei der Reichstagswahl 1907 konnte zum zweiten Mal nach 1869 die Sozialdemokratie im Wahlkreis Düsseldorf 6 die Wahl gewinnen. In Alstaden erhielt im ersten Wahlgang der nationalliberale Kandidat 24,9 % der Stimmen, der Zentrumskandidat 23,8 % und der sozialdemokratische Kandidat 44,2 %.

### Solbad Alstaden
In Schacht 1 stieß man 1872 auf eine salzhaltige Quelle, die vom Oberbergamt den Namen „Quelle Klara“ bekam, die aber zunächst nicht weiter genutzt wurde. Ende 1883 stieß man in Schacht 2 in etwa 300 Metern Tiefe auf eine 26° warme, salzhaltige Quelle, die den Namen „Quelle Karl“ bekam. Die Bergwerksleitung ließ das Wasser der Quelle analysieren und man stellte fest, dass es eine der jodreichsten Quellen in Deutschland war, woraufhin die Hibernia AG sich die Rechte an den Solquellenbergwerken „Karl“ und „Karla“ sicherte. Alstadener Bürger gründeten den Verein „Kinderheilanstalt Alstaden“, um Kindern aus armen Familien, die unter Hautkrankheiten litten, zu helfen. Geplant war ein Heilbad an der heutigen „Solbadstraße“. Zunächst behelfsmäßig ging der Betrieb eines Solbades in den Räumen der „Gesellschaft Erholung“ im Sommer 1884 in Betrieb. 1889 wurde das Kindersolbad eröffnet und die Zahl der im Solbad jeweils über mehrere Wochen behandelten Kinder stieg von 52 im Jahre 1889 auf 567 im Jahre 1908. Insgesamt waren etwa 6.000 Kinder im Laufe des Bestehens des Solbades in Alstaden in Kur. Hinzu kamen die sonstigen Heilanwendungen, die auf mehr als 12.000 pro Jahr stiegen. Wegen der sehr beengten Lage des Alstadener Solbades und den begrenzten Möglichkeiten, entschloss man sich, das Solbad nach Speldorf zu verlegen, und am 15. Mai 1909 eröffnete das Solbad Raffelberg. Bis zur Schließung der Zeche Alstaden wurde das Solbad Raffelberg über eine Rohrleitung von der Zeche Alstaden aus mit der Sole versorgt.

### Ortsname

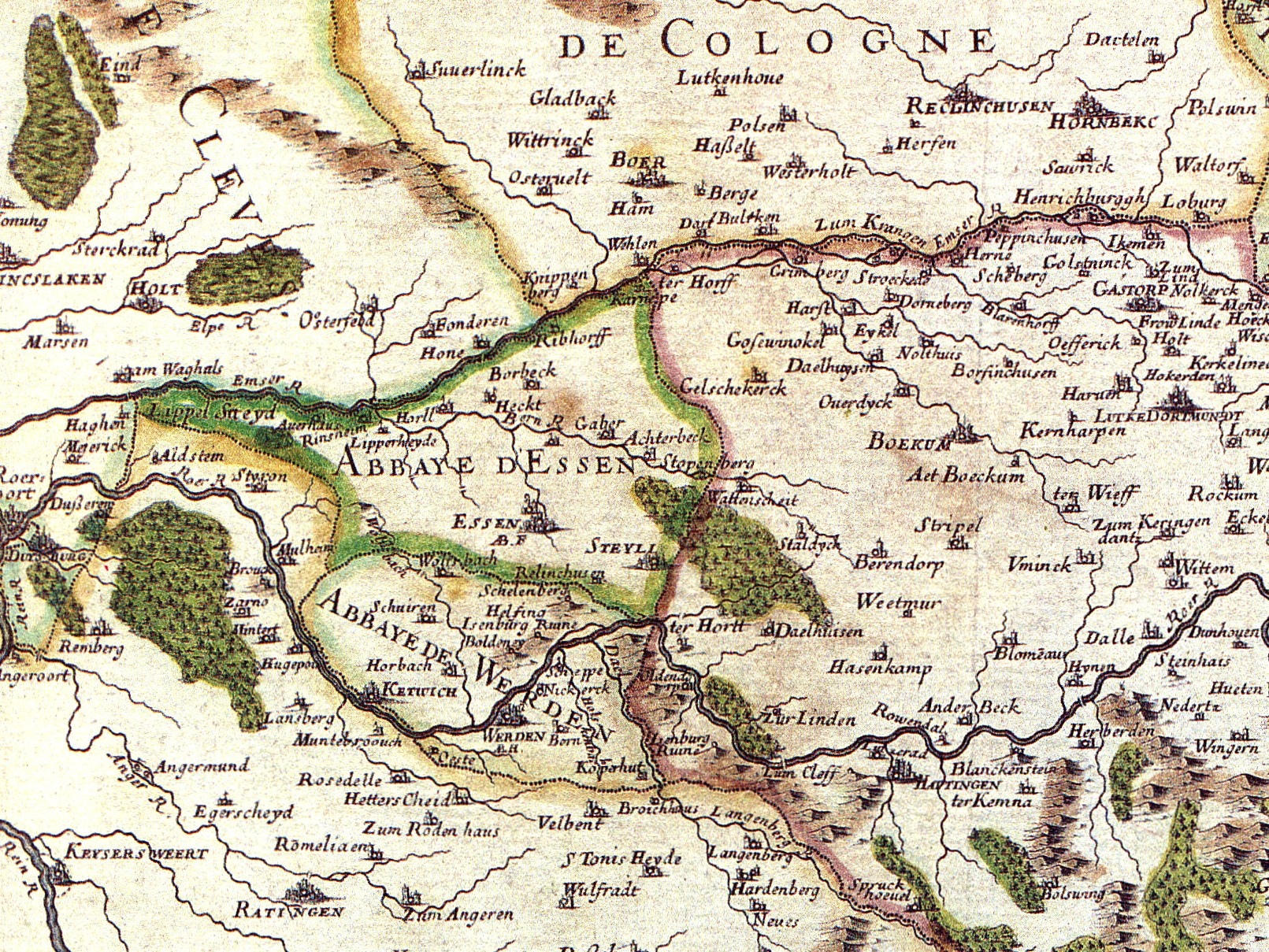
Karte der Grafschaft Mark, 1681

Die Ortschaft Alstaden wird im Werdener Urbar 1200 als Alstedon erwähnt. Der Ursprung des Namens ist nicht geklärt, oftmals wird die – nicht unumstrittene – Bedeutung „alte Stätte“ genannt. Später entwickelte sich der Name zu Alsteden. 1575 wird ein Gerichtsprozess um den Nedenhof in Alstede erwähnt, das sich vermutlich ebenfalls auf Alstaden bezieht. In einer Karte der Grafschaft Mark von 1681 wird der zwischen Styron und Meyerick liegende Ort als Aldstein bezeichnet.
Das erste „e“ in Alsteden wird zum ersten Mal 1715 auf der Topographia Ducatus Montani des Erich Philipp Ploennies durch ein „a“ ersetzt, diese Karte verzeichnet als nördlichsten Zipfel des Herzogtums Berg das „Dorf ohne Kirch“ Alstade. Auf der Karte der Herrschaft Broich von 1790 taucht das Dorf als Altstade auf, eine Karte des Rheinisch-Westfälischen Industriegebiets um 1830 aus dem „Lange-Diercke Sächsischen Schulatlas“ verzeichnet Altstaden; in der Topographischen Aufnahme der Rheinlande (zwischen 1801 und 1828) wird die Ortschaft Alstaden genannt. Spätestens 1894 ist auf einem Messtischblatt von Mülheim Alstaden verzeichnet; unter älteren Alstadenern ist noch selten die kontrahierte Form Alsten zu hören.

### Straßennamen
Viele Straßennamen in Alstaden leiten sich – wie anderswo auch – von alten Flurbezeichnungen, Wohnplatznamen, oder Höfen und Kotten ab. Die Besonderheit der Alstadener Straßennamen liegt darin, dass ein Gutteil ihrer keine Endung auf -straße, -weg oder -platz hat, so beispielsweise Heiderhöfen, Flockenfeld oder Kallen. Zudem leiten sich viele dieser Namen aus dem Niederdeutschen ab (Kiwittenberg, Brögel, Stubbenbaum). Manche Namen betonen auch einige Alstadener – für hochdeutsche Ohren ungewöhnlich – auf der letzten Silbe (Breitenbruch, Lickenberg); einige Alstadener sagen ebenfalls, dass sie nicht in der Straße, sondern auf der Straße wohnen („auf der Charlottenstraße“, „auf Stelte“).
Eine ausführliche Auflistung sämtlicher Alstadener Straßennamen findet sich in der Liste der Straßen in Alstaden.

## Religion
In Alstaden gibt es die Evangelische Gemeinde Alstaden, die zur Emmaus-Kirchengemeinde Oberhausen im Kirchenkreis Oberhausen der Rheinischen Landeskirche gehört.
Die Katholiken gehören größtenteils zur Gemeinde St. Antonius Alstaden mit der Filiale St. Peter, die Teil der Pfarrei Herz Jesu Oberhausen im Ruhrbistum Essen ist. Wenige Straßen im Osten Alstadens liegen im Gebiet der Nachbargemeinde St. Joseph Styrum, die ebenfalls zur Pfarrei Herz Jesu zählt.
Weiterhin gibt es einige wenige muslimische Einwohner, die sich zu den Moscheegemeinden verschiedener Träger in der Nähe Alstadens zählen, sowie manche jüdische Alstadener, die zur liberalen jüdischen Gemeinde Oberhausens oder zur Jüdischen Gemeinde Duisburg-Mülheim/Ruhr-Oberhausen gehören.
Alstaden gehörte zu den letzten Gebieten im Ruhrgebiet, die christianisiert wurden. Es gab lange Zeit viele kirchliche Besitztümer im Dorf, eine eigene Kirche jedoch mangels Zugehörigkeit zu den umgebenden Klöstern (Stift Essen, Kloster Werden) nie. Die nächstgelegenen Kirchen waren die Petrikirche in Mülheim und für die Bewohner Heiderhöfens jene in Meiderich. Um 1591 setzte sich die Reformation in der Herrschaft Broich durch, zu der auch Alstaden gehörte. Seitdem war Alstaden überwiegend evangelisch.

### Evangelische Kirchengemeinde

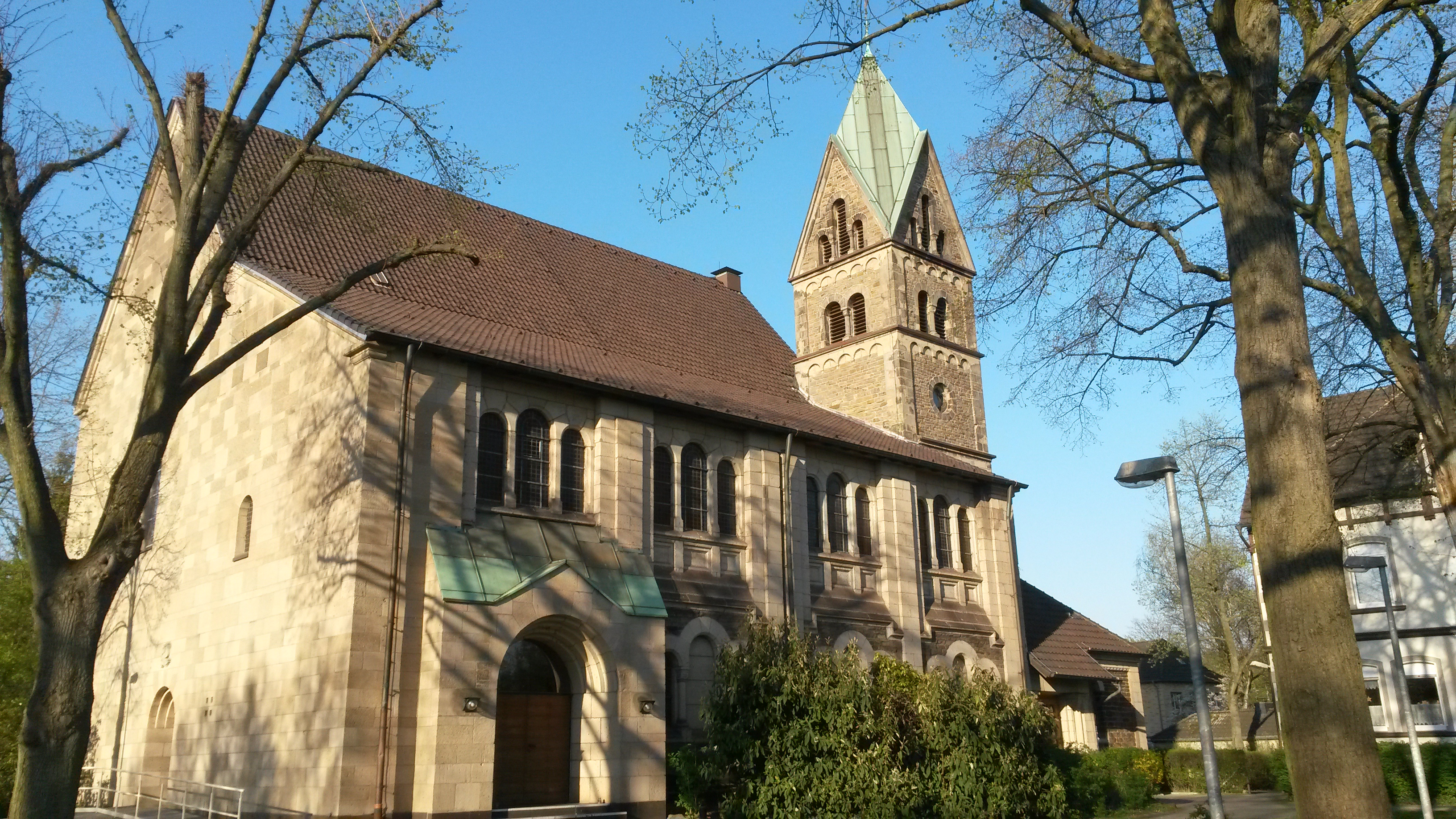
Die Evangelische Kirche Alstaden

#### Anfänge
Gemäß der Verwaltungszugehörigkeit gehörte die seit der Reformation evangelische Bevölkerung Alstadens zur Kirchengemeinde Mülheim, jedoch besuchte wegen der großen Entfernung nach Mülheim ein Teil der in den Heiderhöfen lebenden Einwohner den sonntäglichen Gottesdienst in der Kirche in Meiderich. Zunächst bildete das vom „Evangelischen Männer- und Jünglingsverein“ errichtete Vereinshaus an der Flügelstraße den Mittelpunkt des evangelischen Gemeindelebens, doch bereits kurz nach der Errichtung erhoben die Alstadener Protestanten die Forderung nach einer eigenen Kirche und einer eigenen Gemeinde. So wurden 1891 der Kirchenbauverein und 1899 der „Evangelische Männerverein Alstaden“ gegründet. Unter der Leitung des damaligen Hauptlehrers König ab Frühjahr 1901 alle vierzehn Tage Gottesdienste im Saal der Gaststätte Wolsbeck. Gemäß Verfügung des „Königlichen Konsistoriums der Rheinprovinz“ vom 1. Oktober 1901 erhielten die Alstadener eine eigene Kirchengemeinde und das Recht, eine Pfarrstelle einzurichten.
Am 26. Februar 1902 wurde als erster Alstadener Pfarrer Friedrich Fohrmann gewählt, der bis 1910 dieses Amt innehatte. Zu den Aufgaben des Pfarrers gehörten neben den Predigtdiensten, die Bedienung der Kasualien und der Religionsunterricht an der evangelischen Volksschule. Die Einweihung der Evangelischen Kirche Alstaden folgte im Jahr 1905.

#### Zeit des Nationalsozialismus
Während der Zeit des Nationalsozialismus standen bei der Presbyteriumswahl 1933 in Alstaden nur die Liste der Deutschen Christen, der Unterstützer des Nationalsozialismus zur Wahl, die daher alle Presbyteriumsmitglieder stellte. Neuer Kirchmeister wurde deswegen Hugo Döll, der Ortsgruppenleiter der NSDAP. Pfarrer Schuster stand hingegen auf der Seite der Bekennenden Kirche, der Opposition um Martin Niemöller. Eine Entlassung Dölls nach Spannungen zwischen ihm und Pfarrer Schuster scheiterte jedoch am Widerstand des Evangelischen Konsistoriums. Im Februar 1934 stellten sich vier der Presbyter auf die Seite der Bekennenden Kirche. Am Totensonntag 1934 eskalierte die Spannung zwischen den beiden Parteien. Nach Auflösung des Presbyterium drohte die Gemeinde Alstaden mit dem Austritt aus der Rheinischen Landeskirche, sodass Döll nachgab und sein Amt als Kirchmeister aufgab. 1936 ging Pfarrer Schuster in den Ruhestand. Die nächsten Jahre bestanden aus dem Konflikt zwischen Deutschen Christen und Bekennender Kirche. Die Bekennende Gemeinde Alstadens berief Richard Sauerbier als eigenen Pastor nach Alstaden, während die Deutschen Christen unter Pastor Friedrich Schmitz und dem Gemeindekirchenausschuss ihrerseits Gottesdienste, Konfirmationsunterricht und Veranstaltungen durchführten. Obwohl nominell der Gemeindekirchenausschuss das einzig legale Gremium in Alstaden war, vermochte das Presbyterium, die Einsetzung von Schmitz als Pfarrer zu verhindern.
Daraufhin versuchte das Konsistorium im Juli 1940 am Presbyterium vorbei einen Pfarrer in Alstaden einzusetzen, der nach einigen gescheiterten Predigtversuchen im Januar 1941 resigniert abreiste. Infolgedessen lenkte das Konsistorium ein und setzte Richard Sauerbier im April 1942 offiziell als Pfarrer von Alstaden ein. Sauerbier starb am 8. April 1945 an den Folgen einer Verletzung durch eine Artilleriegranate während des Ruhrkessels, wenige Zeit später wurde Alstaden durch die Alliierten befreit.

#### Geschichte nach 1945
Im Zweiten Weltkrieg waren weite Teile der Kirche zerstört worden. Im Mai und Juni 1945 konnte der Schutt aus dem Gebäude geräumt werden und die Kirche erhielt wieder ein Dach. 1946 mietete die Gemeinde Gebäude der Zeche Alstaden an, in denen der Kindergarten Rolandshof eingerichtet wurde. Auch neue Chorfenster wurden 1950 eingesetzt. Ein Jahr später konnte bereits das Evangelische Jugendheim Alstaden eingeweiht werden, 1956 stellte man das neue Gemeindehaus fertig. 1961 wurde auf Drängen der Landeskirche das neue Pfarrhaus Ost errichtet.
Im Jahr 1967 wurde aus der Evangelischen Kirche Alstaden im Zuge einer Innenrenovierung eine Predigtkirche, seitdem steht der Altar an der Längsseite. Ein Jahr später erfolgte der Neubau des Pfarrhauses West, ebenfalls auf Drängen der Landeskirche. 1974 entsteht neben den bisherigen Pfarrbezirken West und Ost mit der Einführung des Pfarrers Purba der Bezirk Mitte.
Der Kindergarten Rolandshof wird 1976 aufgegeben und die Gemeinde errichtet einen Neubau am Stubbenbaum, der aufgrund der Partnerschaft mit der Gemeinde von Mbwashi in Tansania den Namen Karibu Sana (Suaheli für Herzlich Willkommen) erhält.
2001 verlässt Pfarrer Schrooten die Gemeinde, seine Stelle wird nicht neu besetzt. Daher wird der Bezirk Mitte aufgelöst und sein Gebiet wieder den Bezirken West und Ost zugeordnet. Am 1. Juli 2007 schloss sich die Ev. Kirchengemeinde Alstaden mit der Paulus-Kirchengemeinde in Lirich und der Ev. Kirchengemeinde Buschhausen zur Ev. Emmaus-Kirchengemeinde Oberhausen zusammen. Der Bereich Alstaden hat etwa 5000 Mitglieder und ist aufgeteilt in zwei Pfarrbezirke mit je einem Pfarrer. Der Norden Alstadens ab der Alstadener Straße gehört allerdings bereits zum Gemeindebereich Lirich.

### Katholische Kirchengemeinde
Nach der Reformation gab es zunächst keine katholische Gemeinde in Alstaden mehr. Da der Graf von Styrum und seine Untertanen katholisch geblieben waren, war die Schlosskirche des Grafen für lange Zeit die einzige katholische Kirche im Mülheimer Gebiet. Im Jahre 1809 lebten lediglich 12 katholische Einwohner in Alstaden, bis 1860 stieg die Zahl auf Grund der Industrialisierung und des damit verbundenen Bevölkerungszuzuges auf 874. 1864 wurde in Styrum zunächst behelfsmäßig ein Bau errichtet, der als katholische Kirche für Styrum, Alstaden und Dümpten diente, welcher 1889 als Pfarrei St. Joseph Styrum von der Mülheimer Pfarre abgetrennt wurde.

#### St. Antonius mit St. Hildegard

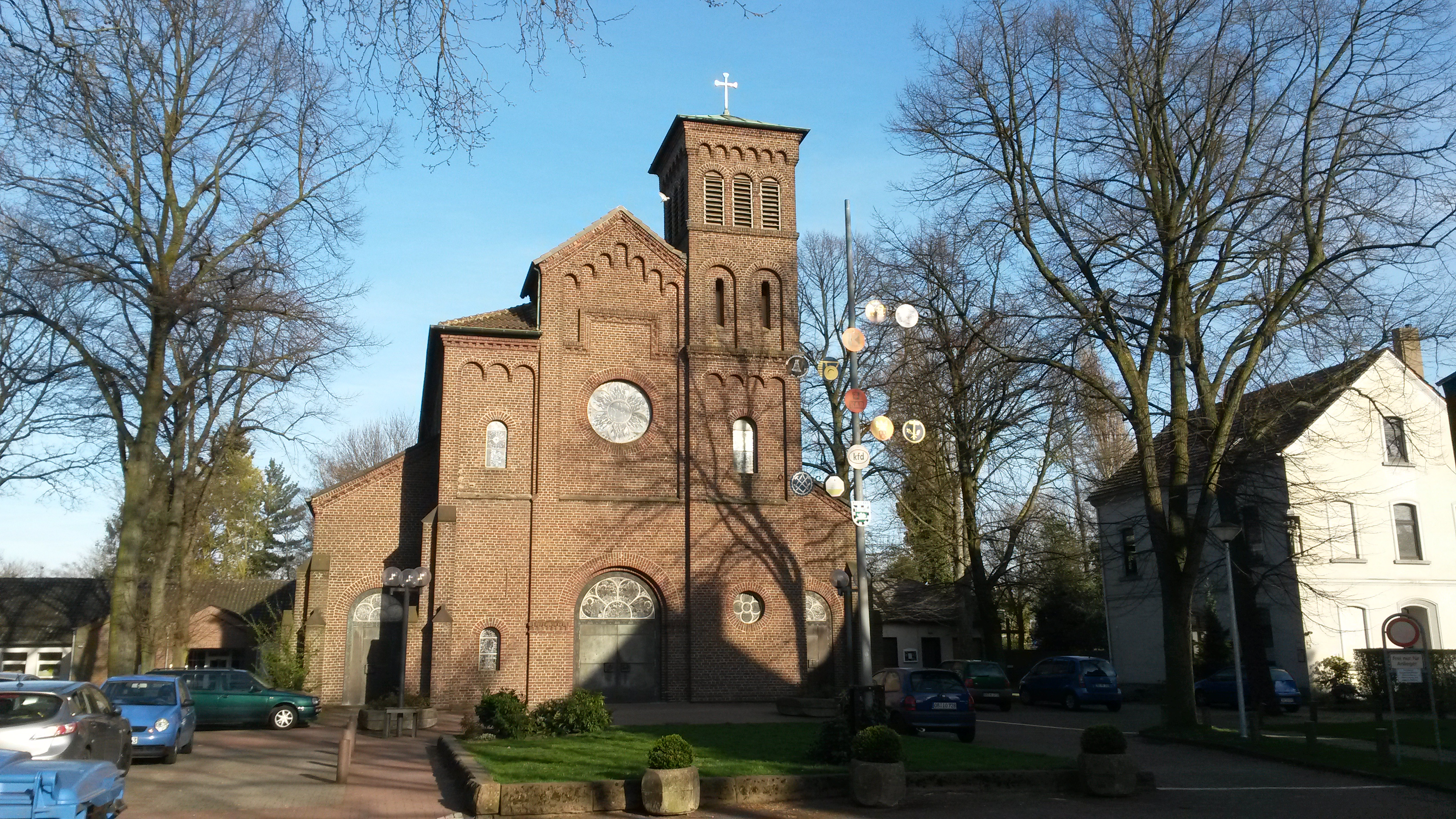
Die kath. Antoniuskirche

Mit der Antoniusschule wurde in Alstaden zwar bereits 1875 eine katholische Schule errichtet, für die eigene Kirche kämpfte das Dorf jedoch lange. Der am 7. Mai 1882 gegründete St. Marien-Knappenverein bemühte sich um die Einrichtung einer eigenen Pfarrei in Alstaden. Landwirt Albert Müller schenkte der Gemeinde den vom Generalvikariat bevorzugten Bauplatz am Treibweg, der heutigen Bebelstraße. Am 11. Juli 1896 erfolgte die Grundsteinlegung für den Bau der Antoniuskirche, die am 21. September 1897 geweiht wurde. Andreas Jacquorie wurde der erste Priester in Alstaden, noch nur als Rektor an St. Antonius, der der Styrumer Pfarre St. Joseph unterstellt war.
Am 20. Dezember 1903 erhob der Erzbischof von Köln schließlich die Alstadener Gemeinde zur selbstständigen Pfarrei und Joseph Hammels, der spätere Weihbischof von Köln, wurde in sein Amt eingeführt, das er bis 1912 bekleidete.
Hammels holten Ordensschwestern nach Alstaden, ließ das Bernardushaus, das heutige Gemeindehaus, sowie den Kindergarten errichten.
1969 wurde unter Pfarrer Franz Düsterhus im südlichen Teil Alstadens als Filialkirche der Pfarre St. Antonius die Filialkirche St. Hildegard am Ruhrpark errichtet.

#### St. Peter

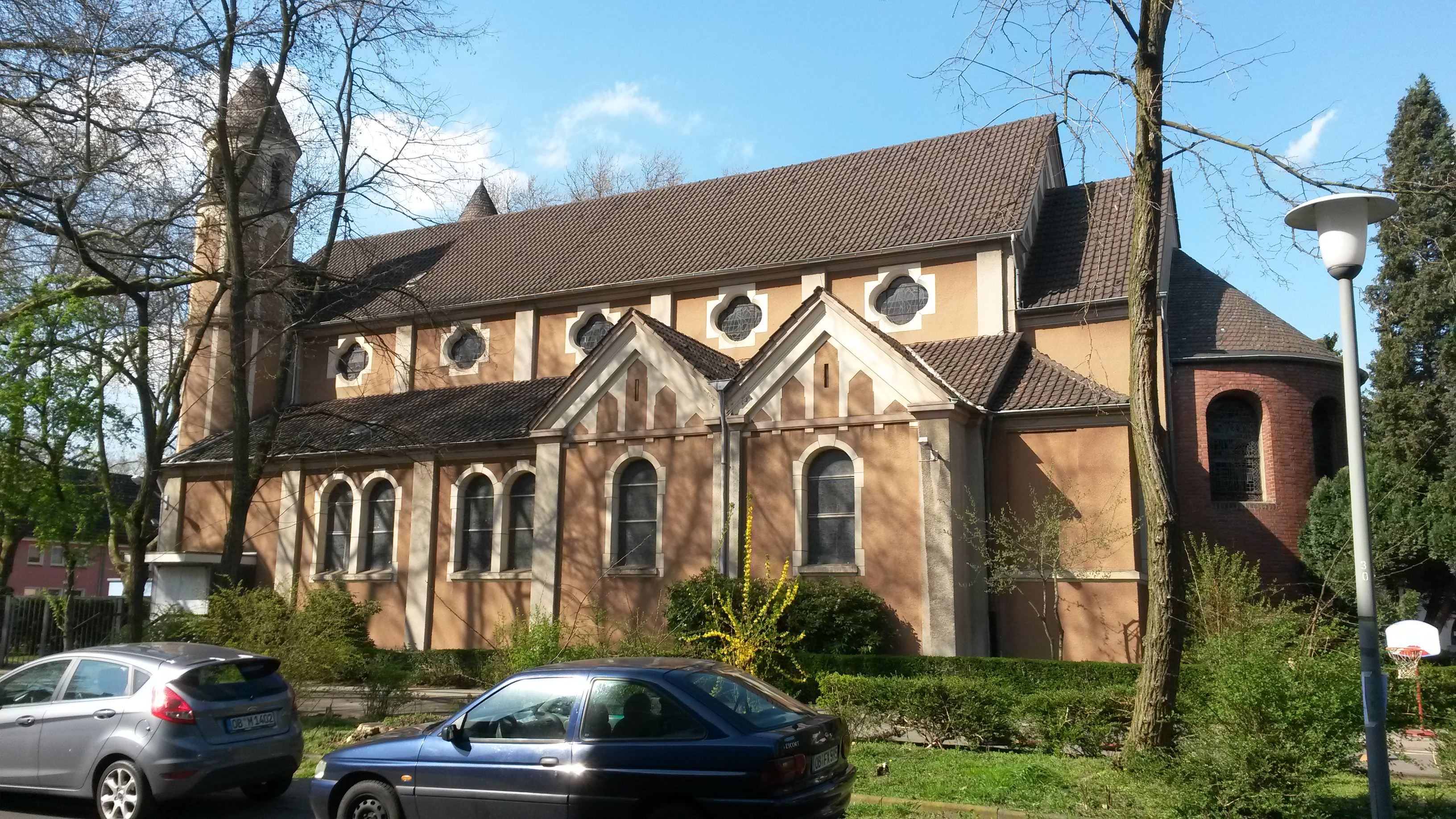
Die kath. Peterskirche

Im Jahr 1889 wurde der nördliche Teil der Pfarrei St. Joseph als Pfarrbezirk eingerichtet, der drei Jahre später unter Widerstand des Pfarrers Heyden von St. Joseph zur Pfarrei Herz Jesu Oberhausen erhoben wurde. Der westliche Teil wurde nun zum eigenen Pfarrbezirk, der der Heidebezirk genannt wurde. Bereits 1909 wurde der Kirchbauverein St. Petri gegründet. In den Jahren 1916 bis 1918 wurde unter Pfarrer Löbbel die Kirche St. Petri Heide erbaut, die am 30. Juni 1918 von Weihbischof Lausberg konsekriert wurde. Bis 1920 stieg die Zahl der Katholiken in der Filialgemeinde so sehr an, dass der Erzbischof von Köln am 1. August mit Einführung des ersten Pfarrers Franz Krüger den Heidebezirk zur eigenen Pfarrei unter dem Namen St. Peter Alstaden erhob.
1922 wurde das Pfarrhaus errichtet, in das 1924 die Armen-Schwestern vom heiligen Franziskus zogen, weshalb es zum Kloster umgebaut wurde. Zudem errichtete man ein Altenheim und einen großen Kindergarten.
Im Zweiten Weltkrieg erlitten die Gebäude der Pfarrei nur geringen Schaden. Man beschloss 1954, ein Jugendheim zu errichten. 1969 wurden die Nonnen vom Mutterhaus aus St. Peter zurückgerufen und verließen die Pfarrei. Das Kloster wurde zu einem Wohnhaus umgebaut und besteht noch heute mitsamt Glockenturm, es wird umgangssprachlich das Kleine Kloster genannt. Das Jugendheim diente seitdem auch als Pfarrheim. Seit 1972 ist die Kirche Heimat der polnischen und der italienischen Gemeinde in Oberhausen.

#### Umstrukturierung der Pfarreien im Ruhrbistum
Im Zuge der Umstrukturierung der Pfarreien im Bistum Essen wurde St. Hildegard am 12. August 2007 entweiht und ein Jahr später abgerissen. St. Peter und St. Antonius wurden zur Großgemeinde St. Antonius Alstaden zusammengefasst, die seit dem 22. April 2007 zusammen mit der Styrumer St.Joseph-Gemeinde und der Herz-Jesu-Gemeinde in Oberhausen-Mitte die Pfarrei Herz Jesu bildet.
Die Antoniuskirche sollte nach dem Willen des damaligen Ruhrbischofs Felix Genn „aufgrund ihrer Lage und der Größe der dortigen Gemeinde“ zentraler Ort für das Gemeindeleben bleiben. Beide Kirchen, Pfarrheime und Pfarrbüros blieben zunächst erhalten, sodass die Großgemeinde heute zwei Zentren hat. Das Gemeindegebiet reicht Richtung Norden, im alten Heidebezirk, um einiges hinter die Ortsgrenzen von Alstaden nach Lirich-Süd hinaus. Erst im Oktober 2021 wurde die Filialkirche St. Peter außer Dienst gestellt und profaniert. Die Antoniusgemeinde hat etwa 7.640 Mitglieder. Es gibt hier weit überdurchschnittlich viele Taufen, Erstkommunionen und Hochzeiten.

### Friedhof
In Alstaden liegt der Städtische Friedhof Alstaden, der 1905 durch Spenden von Bürgern eingerichtet wurde und einer der fünf Oberhausener Friedhöfe in städtischer Trägerschaft ist. Seine Schließung wurde durch Bürgerproteste bereits dreimal in den Jahren 1985, 1987 und 2005 verhindert.
Eine Besonderheit des Alstadener Friedhofs ist, dass – obwohl es sich um einen kommunalen Friedhof der Stadt Oberhausen handelt – bis heute nur Alstadener Bürger auf dem Friedhof begraben werden dürfen. Ausnahmen können bei einer Familienzusammenführung gemacht werden.

## Politik

### Wappen

Vom Alstadener Bürgerring verliehenes Wappen

Alstaden führt kein offizielles Wappen. Das frühere Dienstsiegel der Bürgermeisterei Alstaden zeigte als Symbol lediglich den Reichsadler.
Stattdessen wurde dem Stadtteil 2004 ein von Eva Pfohl im Auftrag des Alstadener Bürgerrings entworfenes Wappen verliehen, das in der Deutschen Wappenrolle eingetragen ist. Die Wappenbeschreibung lautet: „Innerhalb eines von schwarz und silbern 18-fach gestückten Bordes unter gespaltenem silbernen Schildhaupt, darin vorn ein schwarzer Bauer mit schwarzem Ackerpflug, hinten die gekreuzten, schwarzen Berghämmer, in Grün auf silbernem Wellenband ein schwimmender flügelspreizender silberner Schwan.“ Die Farben, Schwarz und Silber beziehen sich auf die Geschichte Alstadens. Der Bauer mit Pflug erinnert an die Besiedlung durch fränkische Bauern im 5. Jahrhundert. Schlägel und Eisen stehen für den früheren Steinkohlenbergbau. Der Schwan und der Wellenbalken symbolisieren die Ruhrauen sowie die Lage an der Ruhr. Ein Gedenkstein mit dem Wappen steht an der Bebelstraße bei Hausnummer 212.

## Kultur und Sehenswürdigkeiten

### Bauwerke

#### Kirchen
Alstaden wird durch drei Kirchen des Historismus geprägt. Die Grundsteinlegung von St. Antonius erfolgte am 11. Juli 1896, die Weihe am 21. September 1897. Das Gotteshaus wurde als dreischiffige neoromanische Basilika errichtet und nach schweren Beschädigungen im Zweiten Weltkrieg im Jahr 1949 wiedererrichtet. Das Gebäude aus roten Backstein wird im Obergaden durch Rundbogenfenster, an der Westseite Rundbogenfriese und innen durch rundbogige Arkaden beherrscht. Der Chor ist als Fünfachtelschluss gestaltet. Im Südwesten erhebt sich ein viergeschossiger Kirchturm mit Blendnischen, Rundbogenfries und Pyramidendach. Die Alstadener Antoniuskirche ist überregional bekannt für ihre Kirchenfenster, die seit 1978 von der Künstlerin Hildegard Bienen in Zusammenarbeit mit dem damaligen Pfarrer Reiner Sulliga entworfen worden sind.
An der Antoniuskirche entstand bereits 1898 das neuromanische Pfarrhaus Franziskushaus (Antoniusplatz 5), das heute ein Wohnheim der Caritas für behinderte Menschen ist. Unter Pfarrer Hammels ist 1905 ein gleichermaßen neuromanisches Gebäudeensemble errichtet worden, das Einrichtungen der Gemeinde enthielt. Hierzu gehören neben dem Pfarrheim und der Kirche, an denen das Ensemble orientiert ist, die beiden Kaplaneien – heute das Gebäude der Bücherei St. Antonius (Antoniusplatz 14) und der Italienischen Gemeinde im Bistum Essen (Antoniusplatz 9) – sowie das Bernardushaus, das seinen Namen aus unklaren Gründen von den Johannesschwestern von Maria Königin erhielt, die ursprünglich dort ihr Kloster hatten. Es dient heute als Gemeindehaus.
Die ehemalige St.-Peter-Kirche entstand von 1916 bis 1918 und wurde 1952 wiederhergestellt. Die dreischiffige, verputzte Basilika hat helle Gewände und Gliederungselemente. Die Fenster des Obergadens sind vierpassförmig, die Fenster in der unteren Zone rundbogig mit Schlusssteinen. Der querrechteckige Chor findet in einer halbrunden Ostapsis aus rotem Backstein seinen Abschluss. Die zwei schlanken Westtürme haben ein Kegeldach. Zwei Querhäuser im Osten der Langseiten erwecken den Eindruck eines Gebäudekomplexes auf kreuzförmigem Grundriss. Die Fenster im Chorraum und in den Seitenschiffen wurden von Prälat Johannes Geulen gestaltet. 2021 wurde die Kirche durch die katholische Gemeinde außer Dienst gestellt und profaniert. 
Die Evangelische Kirche Alstaden wurde 1902–1904 als Saalkirche gebaut. Der viergeschossige Turm auf der Südostecke mit steinernen Dreiecksgiebeln wird von einem Rhombenhelm abgeschlossen. Pilaster glieder die Langseiten, deren Drillingsfenster zweizonig gegliedert sind. Ein im Süden abgeknicktes Satteldach bedeckt das Kirchenschiff, das einen halbrunden Ostabschluss mit Kegeldach hat. Das Innere des Kirchenschiffs wurde 1967 im Zuge einer Innenrenovierung in eine Predigtkirche umgebaut, indem die Kanzel an die Längswand versetzt und das Kirchengestühl halbkreisförmig um Altar und Kanzel angeordnet wurde.

#### Andere Gebäude

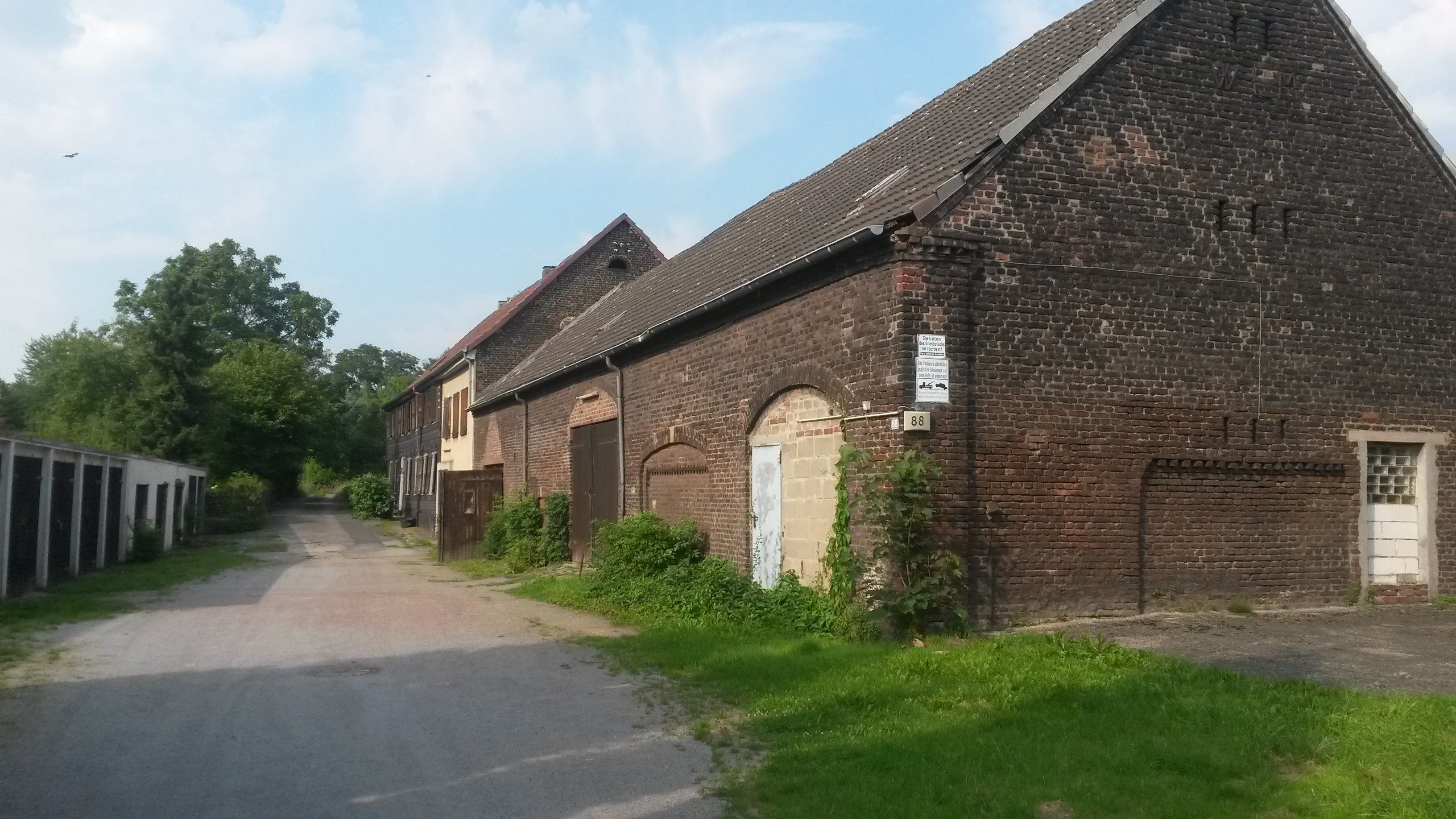
Der Lindermannshof

Die Antoniusschule wurde 1875 als konfessionelle katholische Schule errichtet. Das Gebäude war lange Teil der 2018 geschlossenen Hauptschule Alstaden und gehört heute zur Ruhrschule. Das zweigeschossige Baudenkmal aus rotem Backstein mit Schopfwalmdach und Zwerchgiebeln wird durch Rechteckfenster belichtet.
Ein weiteres Baudenkmal ist der ehemalige Kiepens Hof, ein giebelständiger Backsteinbau mit Satteldach und Rechteckfenstern, der im Jahr 1800 errichtet worden sein soll. Vorgängergebäude des Kiepenshofes haben bereits Mitte des 16. Jahrhunderts im Siedlungskern Heiderhöfens bestanden. Der Kiepenshof ist der einzige Alstadener Hof, der in einer Aufzählung der Herrschaft Broich als „freies Gut“ gelistet ist; er diente in frühen Zeiten als Ort für Taufen und Begräbnisse in Alstaden, später erscheinen die Bauern Kiepen oft als Honnschafts-Älteste oder Obermänner für Alstaden.
Im alten Siedlungskern Alstadens ist der Lindermannshof an der Kewerstraße erhalten, der ebenfalls unter Denkmalschutz steht. Er ist 1472 zum ersten Mal in einer Liste des Klosters St. Gereon in Köln erwähnt und musste Abgaben an den Fronhof des Stiftes Bockum in Wittlaer entrichten. Später war der Hof als Weinhaus bekannt, bevor er in jüngerer Zeit den Namen Lindermannshof erhalten hat. Bauer Lindermann war ein Beigeordneter Alstadens. Wann das heutige Gebäude errichtet worden ist, ist unbekannt, es dient heutzutage als Wohnhaus.
Außerdem ist ein altes Fachwerkhaus an der Speldorfer Straße erhalten, das ebenfalls unter Denkmalschutz steht.

### Grünflächen und Naherholung

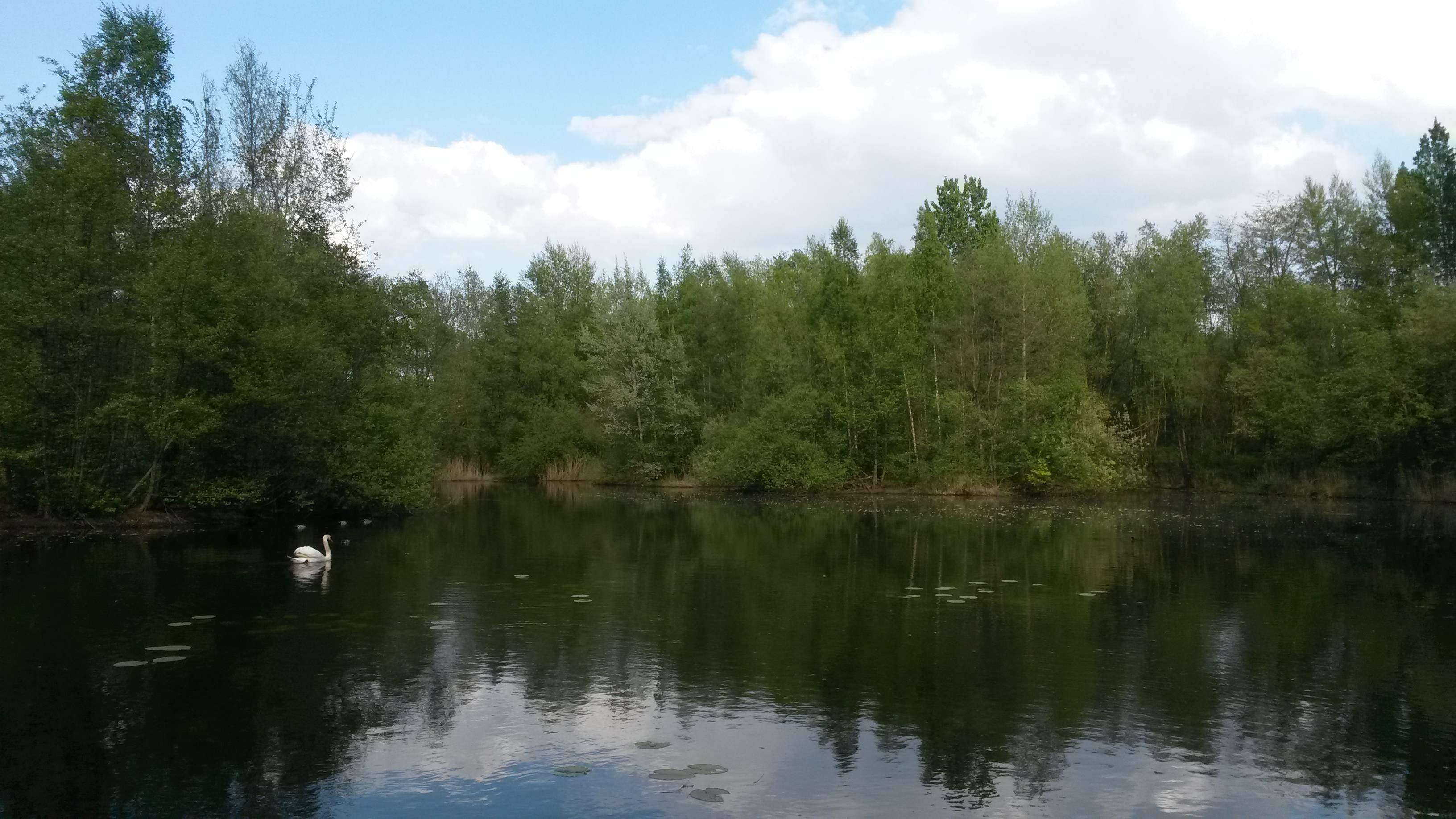
Der südliche Teil des Sees im Biotop Alstaden

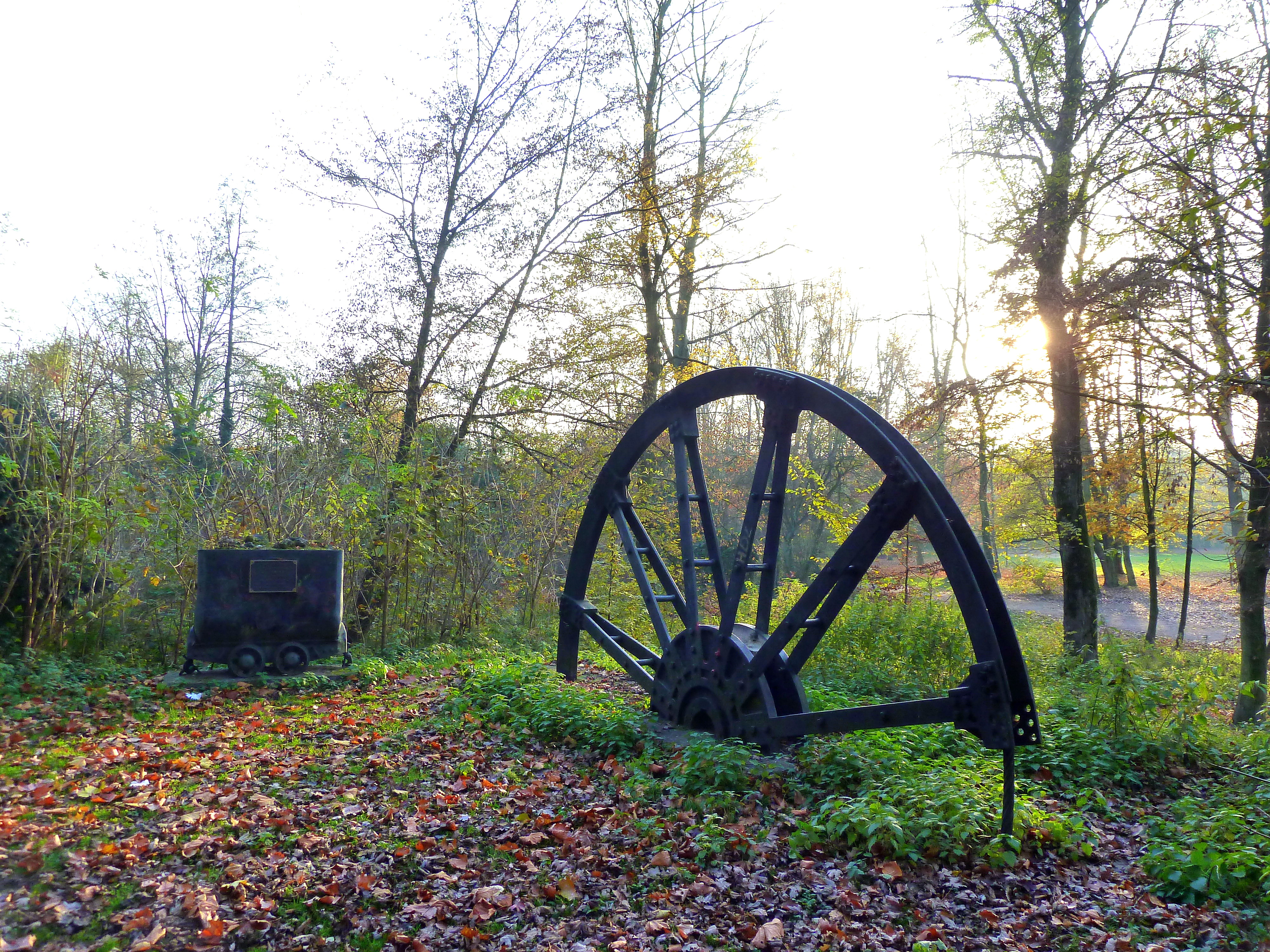
Bergbaudenkmal im Ruhrpark

Im Stadtteil Alstaden befinden sich einige Grünflächen, die den Einwohnern als Naherholungsgebiet dienen. Im Süden liegen der Ruhrpark und die Solbadhalde, im Südwesten das Biotop Alstaden, das in die Ruhrauen am Alstadener Ruhrbogen übergehen.
Der Ruhrpark ist eine rund 15 Hektar große Parkanlage im Stil eines Englischen Gartens, dessen südlicher Parkteil an den Deich der Ruhr grenzt. Mehrere Denkmäler befinden sich im Ruhrpark, darunter ein Ehrenmal für die Gefallenen der Weltkriege, ein Denkmal für Friedrich Ludwig Jahn, nach dem auch die große Wiese des Ruhrparks Jahnwiese genannt wird und eine Hälfte des Förderrads der Zeche Alstaden zur Erinnerung an die letzte Kohlenförderung 1972.
Das Biotop Alstaden liegt auf dem ehemaligen Gelände der Abraumhalde Am Ruhrufer der Zeche Alstaden, die von 1982 bis 1993 gebrannt hat. Dies geschah durch Selbstentzündung der Restkohle im Haldenabraum aufgrund von Wärmestaus. Je nach Ausmaß der Schwelbrände erfolgte der Brand ohne außerhalb sichtbarer Flammen, jedoch konnte es bei diesen Bränden zu mehr oder weniger, teils deutlich sichtbaren Rauch-Ausgasungen kommen. Aufgrund dieser Belastung für die Anwohner wurde die Halde bis auf einen Meter unter dem Grundwasserspiegel abgetragen. Im entstandenen Krater sammelte sich das Grundwasser und bildete kleine, zusammenhängende Seen. Die Ufer der Seen sind inzwischen dicht bewachsen und nur schwer zugänglich, weshalb sich besondere Tier- und Pflanzenarten angesiedelt haben. Der Rundweg des Biotops geht auf den Alstadener Ruhrdeich und die Wege in den Ruhrauen über.
Nördlich vom Biotop befindet sich das Feld des letzten Bauern von Alstaden, Bauer Flocken, nach dessen Vorfahren die Straße Flockenfeld benannt ist.
Die Solbadhalde heißt eigentlich Halde Alstaden und ist ebenfalls ein Abraumberg der Zeche Alstaden, der eine Höhe von etwa 35 Metern über dem Meeresspiegel erreicht und damit gut fünf Meter höher als die Umgebung ist. Die Halde ist nicht als solche zu erkennen, da sie inzwischen dicht bewaldet ist. Auch hier gibt es einen Rundweg.

### Sport
Mehrere Sportvereine haben in Alstaden ihr Zuhause. An Fußballvereinen gibt es die Fvg. Schwarz-Weiß Alstaden, die bis 1967 in der Verbandsliga Niederrhein, der höchsten deutschen Amateurklasse, gespielt hat und eine der größten Jugendabteilungen der Umgebung besitzt, sowie die SG Hibernia Alstaden. Seit 1976 gab es zudem den FC Fortuna Alstaden, der sich am 10. März 2015 aufgelöst hat.
Bis 2012 hatte der SC Rot-Weiß Oberhausen seine Geschäftsstelle neben dem Landwehrstadion in Alstaden, das vor dem Bau des Stadion Niederrhein auch für Spiele des RWO genutzt wurde. Nach dem Umzug der Geschäftsstelle zum Stadion Niederrhein wurde das Landwehrstadion ebenfalls aufgegeben. Auf seinem Gelände wurde eine Neubausiedlung errichtet.
Auch andere Sportarten sind in Alstaden zahlreich vertreten:
- Der TuS Alstaden bietet unter anderem Tennis, Handball, Badminton und Turnen an; er zählt zu den größten Oberhausener Sportvereinen.
- Weitere Vereine sind unter anderem die Billardfreunde Alstaden, der TC Babcock (Tennis), der TSV Alstaden (Tischtennis), der MRC Alstaden-Oberhausen (Modell-Rennsport), Schwalbe Alstaden (Taubenzüchterverein), der PV Wasserbummler (Kanusport) und der Alstadener Kanu-Club, der ursprünglich als Kanu-Abteilung des SC Rot-Weiß Oberhausen gegründet wurde und bis heute zu den erfolgreichsten Kanuvereinen Deutschlands zählt.[81] Das Clubhaus des AKC befindet sich am Biotop, der Verein trainiert auf der Ruhr.

Es gibt mit den Vereinsheimen des SW Alstaden und des TuS Alstaden sowie einem Fußballplatz und mehreren Hallen seit 1929 ein Sportzentrum in Alstaden an der Sportanlage Kuhle. Ein weiteres Sportzentrum befindet sich mit den Hallen des TSV Alstaden und dem Fußballplatz der SG Hibernia Alstaden an der Solbadstraße.

### Bürgerring Alstaden

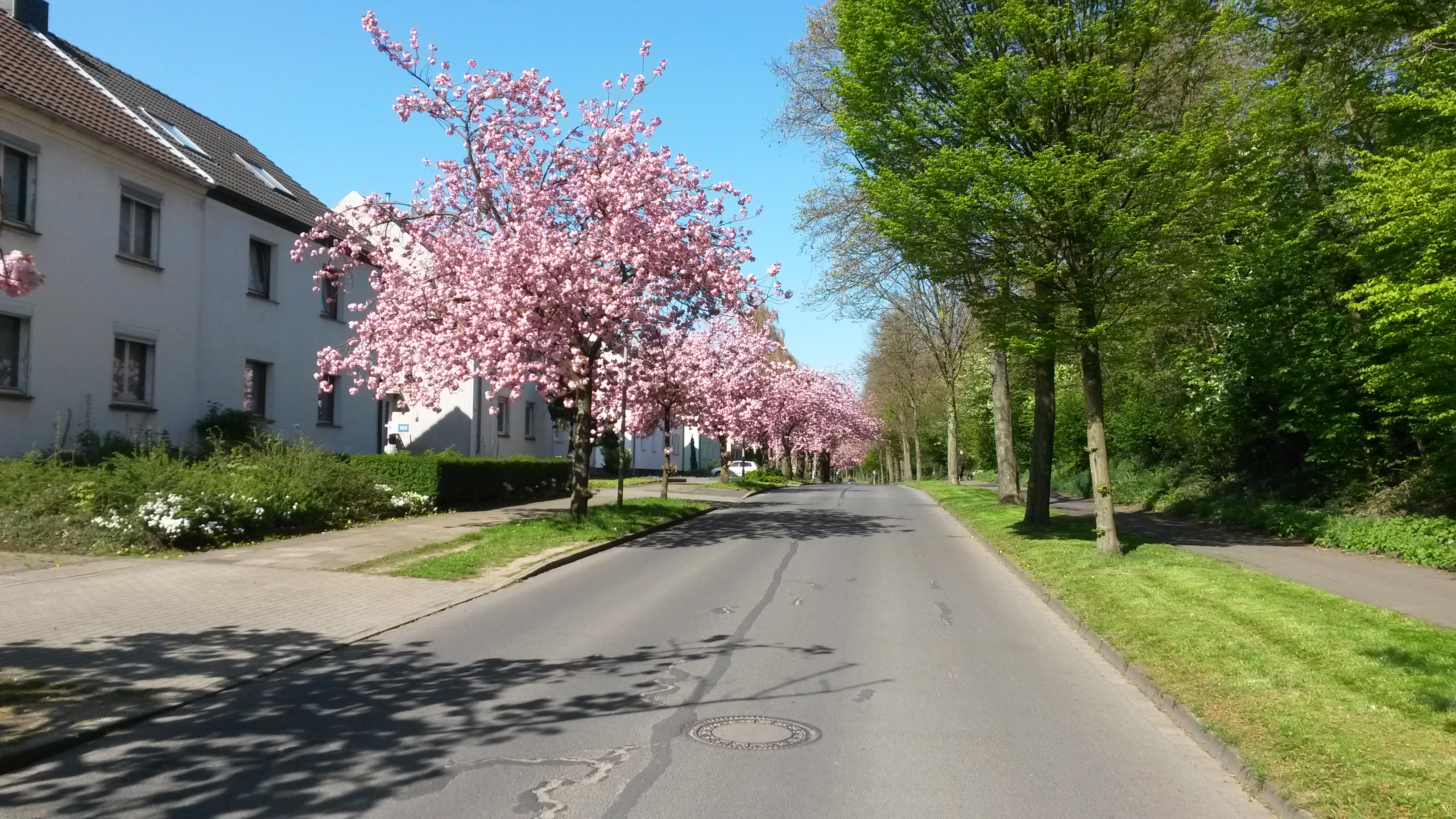
Vom Bürgerring gepflanzte Blütenkirschbäume an der Hiberniastraße

Im Jahre 1950 wurde der Gartenkulturring Alstaden gegründet, der sich unter dem Vorsitzenden Matthias Hendricks erfolgreich für die Rekultivierung des Ruhrparks, der in den Kriegsjahren zum Acker umfunktioniert worden war, einsetzte. Schnell übernahm der Gartenkulturring andere Aufgaben im Ortsteil und benannte sich daher 1953 um in „Bürgerring Oberhausen-Alstaden 1950 e. V.“, der sich seitdem für die Belange der Alstadener Bürger einsetzt. Ziel des Bürgerrings ist die Verbesserung der Lebensqualität Alstadens und der Erforschung und Weitergabe der Heimatgeschichte des Ortsteils. Matthias Hendricks gab das Amt des Vorsitzenden 1966 ab, nach ihm ist heute der Matthias-Hendricks-Weg in Alstaden benannt.
Hendricks Nachfolger wurde Konrad Thiel. Während seiner Amtszeit richtete der Bürgerring mehrere Denkmäler ein und pflanzte Kirschbäume entlang vieler Alstadener Straßen. Von 1984 bis 2012 führte Marianne Vier den Bürgerring, die Ende 2014 für ihr Engagement mit dem Verdienstkreuz 1. Klasse des Verdienstordens der Bundesrepublik Deutschland geehrt wurde. Unter anderem setzte sich der Bürgerring gegen die Schließung des Alstadener Friedhofs, gegen Campieren im Ruhrpark beim Mülheimer Reggae-Festival, für bessere Verkehrsführungen und einen sauberen Ruhrpark ein. Von 2012 bis 2017 war Jens Kassen Vorsitzender des Bürgerrings, seitdem ist es Peter Klunk, der auch als Presbyter der Evangelischen Emmauskirchengemeinde für den Bereich Alstaden wirkt.
Der Bürgerring setzte sich vergeblich gegen den Bau einer Windkraftanlage durch die Stadt Mülheim (unter dem Namen Energiepark Styrumer Ruhrbogen), auf der Deponie am Kolkerhofweg auf der gegenüberliegenden Seite der Ruhr ein. Ende März 2015 startete er eine Unterschriftensammlung gegen die Windräder, da man befürchtete, dass Infraschall, Rotorenlärm, Blitzlichteffekt und Schattenwurf das Naherholungsgebiet Biotop und Ruhrwiesen sowie die umliegenden Wohngegenden stark beeinflussen würden. 2016 gründete sich im Stadtteil außerdem die aus Alstadener, Speldorfer, Styrumer und Duisserner Einwohnern bestehende „Bürgerinitiative Ruhraue“, die vom Ortsverein Oberhausen-West der SPD unterstützt wurde. Das Verwaltungsgericht Düsseldorf wies jedoch eine Klage Alstadener Anwohner, unterstützt von Bürgerring und BI Ruhraue, gegen das Baugenehmigungsverfahren ab. Das Windrad mit einer Gesamthöhe von 148 Metern, einem Rotordurchmesser von 92 Metern und einer Nennleistung von 2,3 Megawatt ging am 31. März 2018 in Betrieb.

### Regelmäßige Veranstaltungen
Alstaden weist ob seiner Lage nahe bei den Stadtzentren von Oberhausen, Mülheim an der Ruhr und Duisburg sowie dem Centro wenige regelmäßige Veranstaltungen auf, auch ein Stadtteilfest findet nicht statt.
Zu den alljährlichen Events gehören die Alstadener Musiktage, ein Festival mit Schlagersängern, Tanzgarden und andere Musikgruppen, das seit 2009 jährlich an der Tennis-Oase am Alsterfeld oder auf dem Sportplatz an der Solbadstraße durchgeführt wird.
Der Karnevalsverein Wagaschei (Alstadener KG Grün-Rot Wagaschei) richtet seit 1978 alljährlich an Rosenmontag einen Veedelszug durch Alstaden aus, der zu den kleineren Umzügen des Ruhrgebiets gehört. Der Rosenmontagszug der Wagaschei trägt den Namen „Pöstertreck“ (von niederdeutsch pöstern – „Krach machen“, Treck – „Zug“) und startet um 11.11 Uhr an der Evangelischen Kirche. Von hier zieht er über den Heiderhöfen, am Fröbelplatz und der Bismarckschule vorbei, über den Kiwittenberg und den Franzenkamp auf die Bebelstraße, wo er vor der Antoniuskirche endet. Getreu seinem Namen wird der Pöstertreck jedes Jahr von der Dicken Berta, einer auch außerhalb des Stadtteils bekannten Konfettikanone angeführt, die nur hier zum Einsatz kommt. Traditionell werden auf dem Pöstertreck, aber auch auf den anderen Oberhausener Karnevalszügen, von der Wagaschei neben der Kamelle kleine Lebkuchengebäcke in Wappenform („Orden“) geworfen. 
Ein zweiter Karnevalsverein in Alstaden ist die KG Alstadener Bären. Dieser Verein richtet seit 2007 im Sommer das Bärenfest aus, ein Bürgerfest auf dem Gelände der Ruhrschule, das jährlich mehr als 1000 Besucher anzieht.
Weitere Veranstaltungen in Alstaden sind die Gemeindefeste der beiden Kirchen (Ev. Kirche Alstaden, St. Antonius) und die Feste in den einzelnen Siedlungen im Westen und Südwesten, insbesondere das Siedlerfest der Siedlung Alte Ruhr.

### Musik
In Alstaden beheimatet ist der Gospelchor S(w)ing and Praise St. Peter Alstaden, der zu den besten und bekanntesten Gospelchören des Ruhrgebiets zählt. Weitere Chöre sind der MGV Cäcilia Alstaden 1885, der Männerchor von 1853 Oberhausen-Alstaden, die Evangelische Kantorei Alstaden sowie die anderen vier katholischen Chöre, der Kammerchor St. Antonius, der Gospelchor St. Antonius („Enjoy together“), der Familienchor Herz Jesu sowie der Kirchenchor St. Antonius und St. Peter.

## Wirtschaft und Infrastruktur

### Infrastruktur

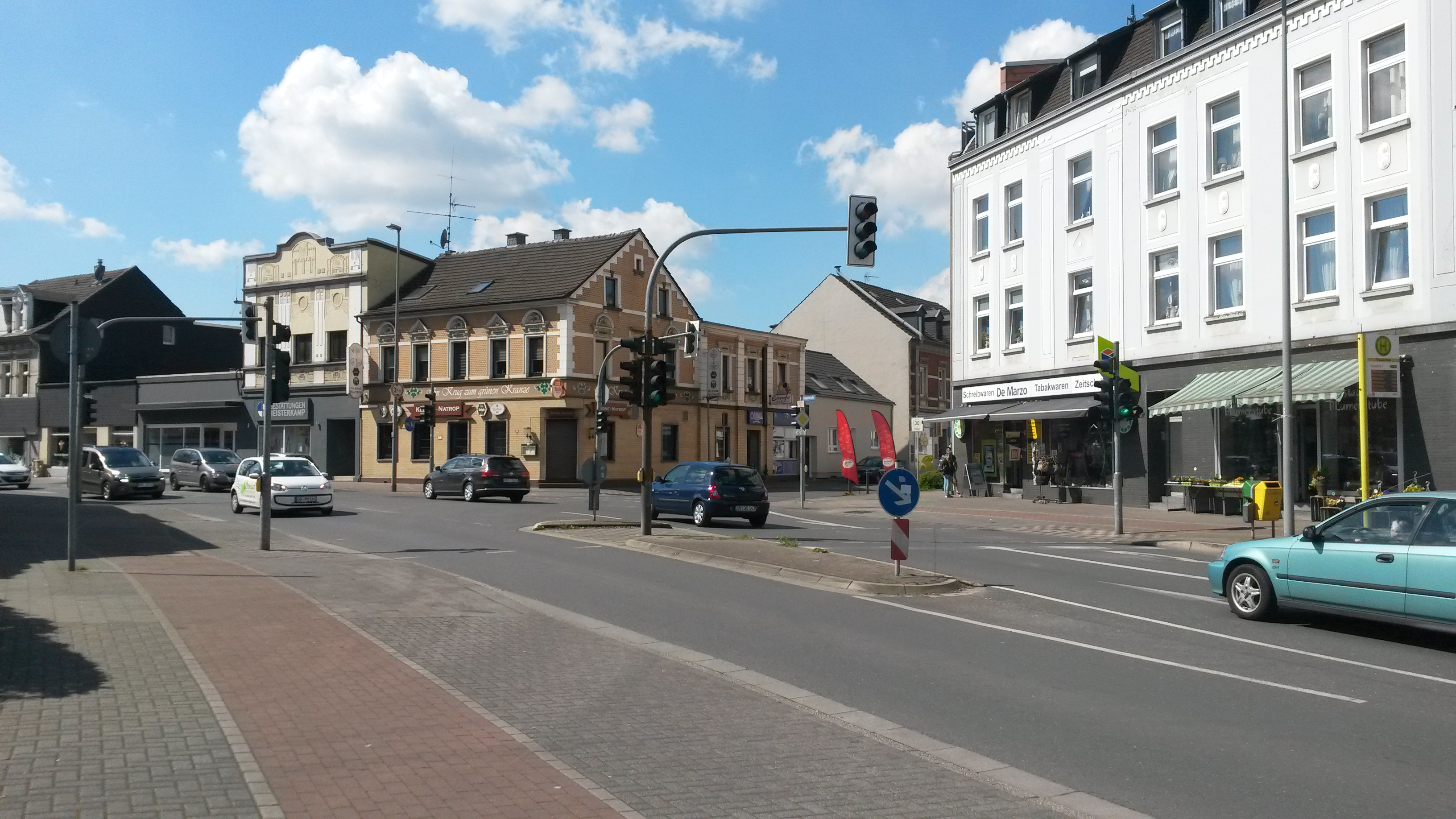
Bebelstraße, Alstadener Ortsmitte

Alstaden ist heutzutage überwiegend von lockerer Wohnbebauung mit lokalem Handel und Gewerbe sowie vielen Grünflächen geprägt. Der Wandel von einer industriell geprägten Ortschaft zu einem attraktiven, als hochwertig wahrgenommenen Wohnstandort mit reichen Vierteln im Süden und Osten sowie den nahezu nur aus Einfamilienhäusern bestehenden Siedlungen im Westen wurde erfolgreich vollzogen. Wirtschaftlich genutzt werden nur einige wenige Flächen an den Straßen Heiderhöfen und Alstadener Straße, hierbei handelt es sich um Mischgebietsausweisungen. Typisch für Alstaden sind die vielfältigen Baustrukturen. Neben den für das Ruhrgebiet typischen, eingeschossigen Bergmannshäusern gibt es Altbauten aus der Gründerzeit, jüngere Mehrfamilienhäuser, viele Freiflächen und aus den letzten Jahrzehnten Reihenhäuser, die heutzutage insbesondere das Stadtbild prägen. 2012 waren 35,65 % der Häuser im Norden, 39,48 % der Häuser im Osten und 52,05 % der Häuser im Westen von Alstaden Einfamilienhäuser, der Anteil der Gebäude mit mehr als zehn Wohnungen betrug 0,79 % (Norden), 0,9 % (Westen) und 1,28 % (Osten).
Ein Charakteristikum des Stadtteils ist die hohe Identifikation der Bewohner mit Alstaden sowie die „Beschwerdeaktivität“ der Alstadener. Die Alstadener pflegen die Erinnerung an ihre Eigenständigkeit und bezeichnen den Ort gerne als Königreich Alstaden. Bis heute hat Alstaden, wie auf dem Webauftritt des Bürgerrings zu lesen, einen eher dörflichen Charakter.
Bei der sozialräumlichen Betrachtung schneidet der Stadtteil Alstaden als Sozialquartier im Hinblick auf die meisten Indikatoren wie z. B. Arbeitslosenquote, Übergangsquote zum Gymnasium, Anteil von Leistungsempfängern deutlich besser ab als der Stadtbezirk Alt-Oberhausen und die Stadt Oberhausen insgesamt. Die Arbeitslosenquote betrug 2014 4,2 % im Westen, 4,6 % im Norden und 8,7 % im Osten. Der Anteil der deutschen Bevölkerung ist mit 95,1 % (Alstaden-West) und 92,6 % (Alstaden-Ost) ungewöhnlich hoch. Genauso gibt es überdurchschnittlich viele über 60-Jährige in Alstaden-Ost (31,9 %).
Es gibt einige Supermärkte im Gebiet des Stadtteils. Das Einkaufszentrum Bero, die Oberhausener Innenstadt sowie die Mülheimer Innenstadt sind schnell mit dem Auto zu erreichen.
Die Hauptverkehrsachse ist die Bebelstraße, ein klassischer Ortskern ist allerdings nicht vorhanden. In der Mitte Alstadens, am Antoniusplatz, hat sich ein kleines Zentrum mit Geschäften entwickelt.
Langfristig soll dies auf das Brachland zwischen Rehmer und Brögel, wo auch ein Bahnhof errichtet werden soll, verlagert werden, indem dort ein Zentrum mit Supermarkt, Dienstleistungsbetrieben, einem offenen Platz und Parkplätzen errichtet werden soll.
Aufgrund der Randlage Alstadens gilt dort die Hilfsfrist von zwölf Minuten, in denen ein Rettungswagen zu einem Unfallort kommen sollte. Dies ist in Nordrhein-Westfalen eigentlich für ländliche Gebiete üblich.
Die Elektrifizierung Alstadens erfolgte im Januar 1905.

### Bildung

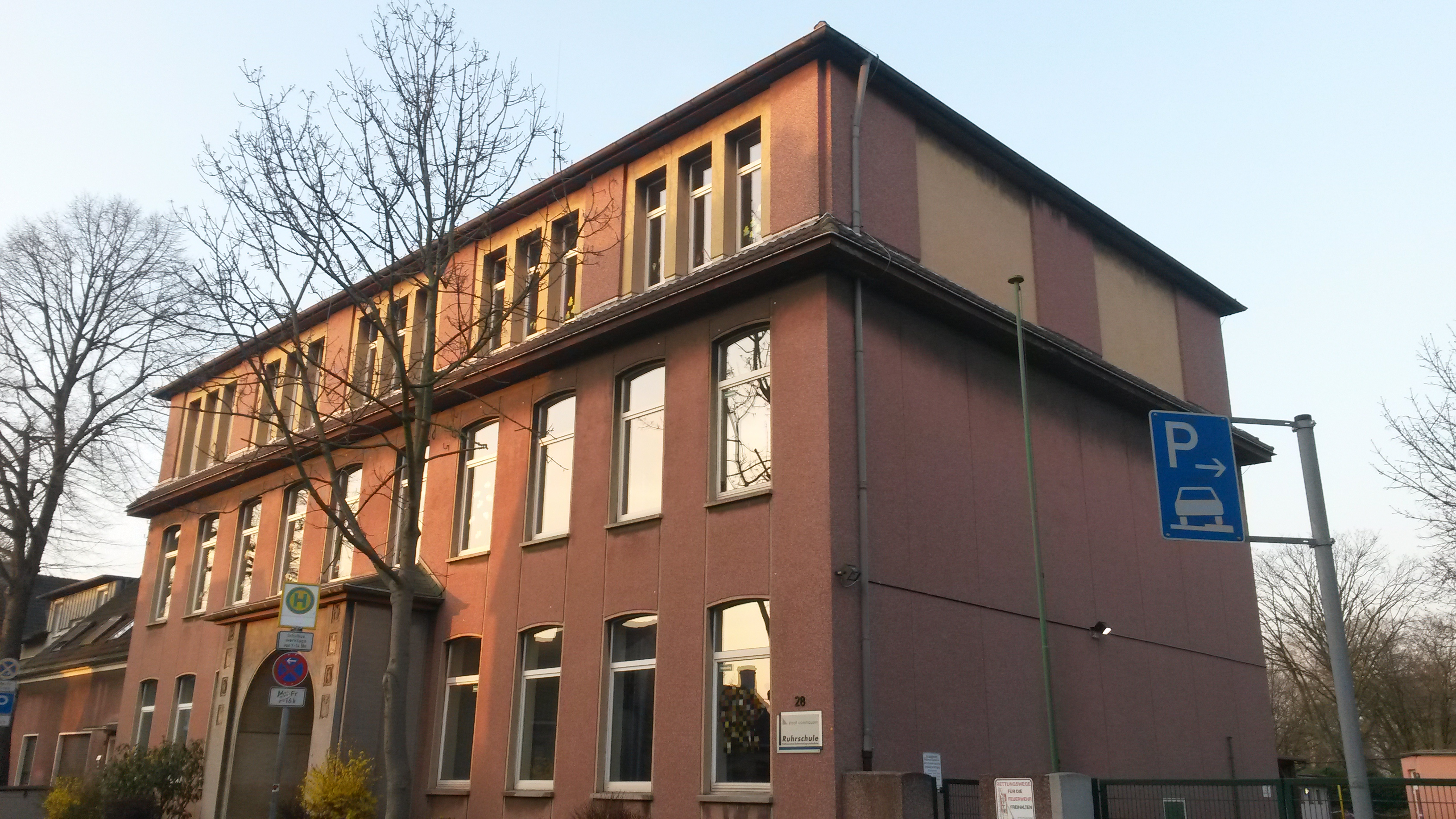
Ehemaliges Gebäude GK Ruhrschule

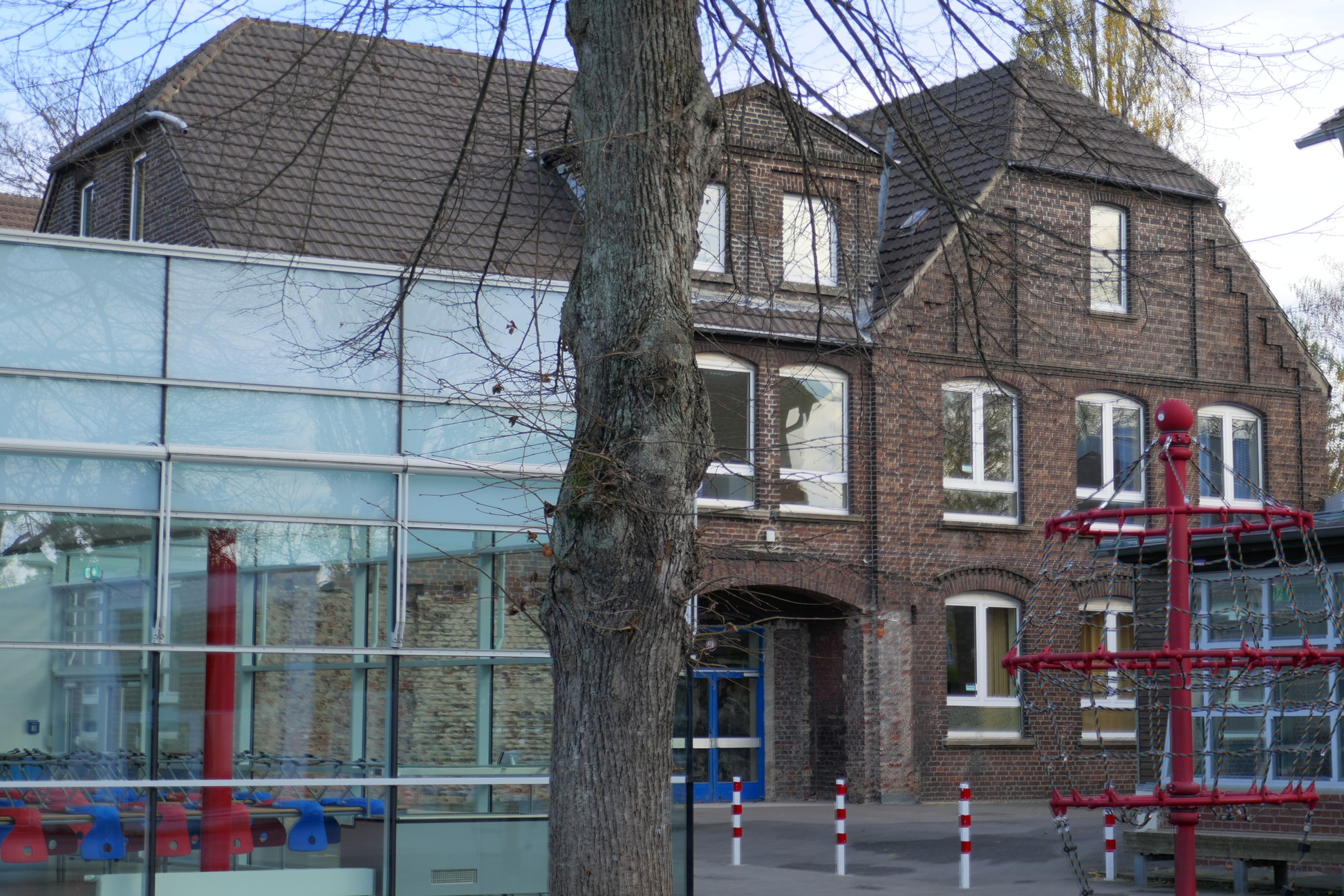
Gebäude GK Ruhrschule, früher Hauptschule Alstaden

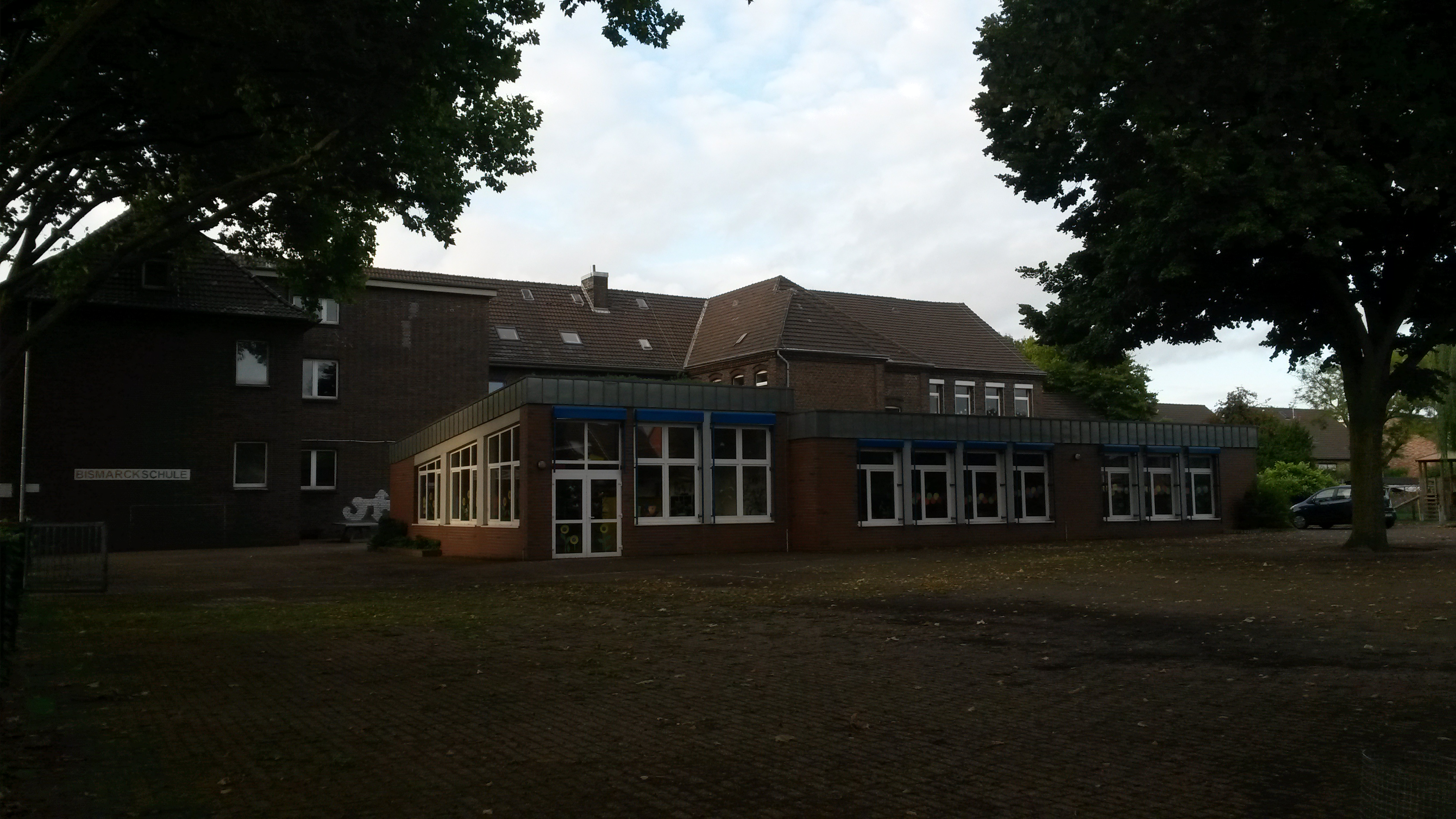
Die Bismarckschule

Für das Jahr 1609 ist im benachbarten Meiderich die Existenz einer evangelischen „Freischule“ belegt, die jedoch wahrscheinlich erheblich älter ist. Auch Kinder aus dem Alstadener Raum besuchten diese Meidericher Schule.
Bis 1841 hatte es für die Gemeinden Alstaden und Styrum nur eine gemeinsame, in Styrum gelegene Schule gegeben, die 1812 von 134 Kindern besucht wurde. Mit wachsender Bevölkerungszahl wurde die Errichtung einer eigenen Schule in Alstaden immer dringlicher, zumal die Kinder aus Heiderhöfen – wegen des langen Schulwegs nach Styrum – zum großen Teil die Schule in Meiderich besuchten. Am 25. November 1841 wurde die erste Alstadener Schule eingeweiht und als Lehrer wurde Georg Kellermann für die knapp hundert Alstadener Schulkinder vom Alstadener Gemeinderat gewählt. Das erste, viel zu kleine Schulgebäude stand an der Kewerstraße. Lehrer Kellermann blieb nur bis 1845 in Alstaden, nach ihm übernahm von 1845 bis 1848 der Lehrer Albert Engstfeld die Schule. 1850 war die Schülerzahl auf 150 angestiegen, so dass die Gemeinde eine Erweiterung des Schulgebäudes um einen zweiten Klassenraum und eine vergrößerte Lehrerwohnung in Angriff nehmen musste. Die Einweihung des Anbaus erfolgte am 21. Februar 1851. 1856 übernahm Johann Braumann das Amt des Lehrers und blieb an der Schule bis zu seiner Pensionierung 1895. Da die Schülerzahl Mitte der 1860er Jahre auf dreihundert gestiegen war, wurde die Schule 1867 durch den Anbau eines dritten Klassenzimmers erneut erweitert.
Die erste katholische Schule, die Alstader Schule, wurde 1875 eingeweiht, die zweite evangelische Schule 1877. Trotz dieser Schulneubauten herrschte weiterhin auf Grund erheblich steigender Schülerzahlen Platzmangel, so dass 1893 als Klassenraum der Saal eines Wirtshauses angemietet wurde, 1897 wurde eine weitere Klasse in einem von der Zeche Alstaden zur Verfügung gestellten Raum untergebracht. Durch den Bau dreier weiterer Schulen, vornehmlich im westlichen Teil Alstadens, konnte das Raumproblem um 1900 gelöst werden: 1898 wurde die 3. evangelische Schule errichtet (die heutige Bismarckschule), 1900 folgte mit der GK Ruhrschule die 2. katholische Schule, und 1901 wurde mit der Hiberniaschule die 4. evangelische Schule eingeweiht.
Die Alstader Schule wurde 1897 im Zusammenhang mit der Errichtung der Antoniuskirche in Antoniusschule umbenannt. Während des Zweiten Weltkrieges wurde aus der Konfessionsschule eine Gemeinschaftsschule und aus dem Namen Antoniusschule die Schule Alstaden, was sich nach dem Krieg aber wieder änderte. 1953 wurde der Neubau eröffnet, 1968 wurde die Antoniusschule im Rahmen der Schulreform zur Hauptschule mit dem Namen Hauptschule Alstaden, die 2018 geschlossen wurde. Im Sommer 2019 zog die Ruhrschule in das ehemalige Gebäude der Hauptschule in den Alstadener Ortskern.
Heutzutage befinden sich die städtische Bismarckschule (Mörikestraße), die städtische Landwehrschule (Rechenacker) und die katholische GK Ruhrschule (Bebelstraße) in Alstaden, an der Ortsgrenze befindet sich zudem die Concordiaschule (Alleestraße in Alstaden-Heide / Lirich-Süd). Im Gebäude der Landwehrschule ist eine Dépendance der städtischen Förderschule „Schule an der Hagedornstraße“ untergebracht. Bis 2015 gab es hier die eigenständige Förderschule Christian-Morgenstern-Schule (CMS).

### Öffentliche Einrichtungen
In Alstaden befindet sich die städtische Kindertagesstätte Alstaden-West (Kiwittenberg), am östlichen Rand an der Grenze zu Styrum die städtische Kindertagesstätte Rechenacker (Rechenacker). Die katholische Kirche unterhält zwei Kindergärten im Ortsgebiet (St. Antonius, Antoniusplatz und St. Peter, Kluckstraße), bis 2008 drei (zusätzlich St. Hildegard, Kewerstraße). Der dritte Standort wurde heute von der paritätischen Einrichtung Zaubersterne e. V. übernommen. Die evangelische Kirche Alstaden hat mit Karibu Sana (Stubbenbaum) einen Kindergarten im Stadtteil.
Die Bücherei St. Antonius ist die einzige öffentliche Bücherei in Alstaden und wird ehrenamtlich betrieben, ihr Träger ist die katholische Pfarrei Herz Jesu Oberhausen. Die Bibliothek wurde bereits 1903 gegründet und ist somit die älteste Bücherei in der Stadt Oberhausen.
Es gibt neun Spielplätze in Alstaden, die gleichmäßig auf den Raum verteilt sind, die Wiesen im Ruhrpark werden außerdem für alle möglichen Ballspiele genutzt. Unmittelbar an der Südgrenze Alstadens liegt das Freibad „Naturbad Mülheim-Styrum“.

### Verkehr

#### Straßenverkehr
Alstaden hat zwar keinen unmittelbaren Anschluss an Bundesautobahnen, ist aber über die nahen Anschlussstelle 15 Mülheim/Oberhausen-Alstaden der A40, sowie die Anschlussstelle 13 Oberhausen-Lirich der A3 erreichbar. Die direkte Nachbarschaft dieser Anschlussstelle zum Autobahnkreuz Oberhausen-West ermöglicht auch eine Erreichbarkeit Alstadens über die A42.
Bis 2006 verlief durch Alstaden auf der Obermeidericher Straße die Bundesstraße 231. Dieser Abschnitt, der bis dahin von Grunewald über Meiderich, Alstaden und Lirich zum heutigen Anschluss an der Neuen Mitte geführt hat, wurde abgestuft und ist heute Teil der Landesstraße L1. Zum Oberhausener Kreisstraßensystem gehören folgende Straßenzüge:
- (von der Friesenstraße in Mülheim kommend) Solbadstraße – Kewerstraße – Bebelstraße (weiter in Lirich): Kreisstraße K5
- Alstadener Straße (weiter in Styrum): Kreisstraße K14

#### Schienenverkehr
Durch Alstaden verlaufen die Bahnstrecken Duisburg–Dortmund und Oberhausen–Duisburg-Ruhrort. Letztere weist mit dem Bahnhof Duisburg-Obermeiderich einen Haltepunkt direkt am Rande Alstadens auf.
Aus der Bahnstrecke Duisburg–Dortmund zweigt in Alstaden in Höhe der Straße Rehmer die Verbindungskurve zur Hauptstrecke nach Essen und Bochum ab. Dort ist seit Jahrzehnten ein S-Bahn-Haltepunkt geplant, jedoch bisher nicht umgesetzt. Laut Studien leben im Einzugsbereich dieses Bahnhofs 15.000 Menschen, es wird mit 2.600 Fahrgästen täglich gerechnet. Es handelt sich bei den Problemen der Realisierung des S-Bahn-Halts vor allem um eine Frage der Finanzierung. Die Maßnahme zum S-Bahnhof Alstaden ist in den ÖPNV-Bedarfsplan des Landes NRW 2017–2030 angemeldet und kann damit in diesem Zeitraum realisiert werden. Der Fahrgastverband Probahn geht allerdings von keiner Realisierung vor 2027 aus.
Der nördlich benachbarte Oberhausener Hauptbahnhof ist mit Buslinien aus Alstaden zu erreichen, der südöstlich benachbarte Bahnhof Mülheim-Styrum ist ebenfalls sehr gut mit der Buslinie SB90 erreichbar, die über die Nord-Süd-Hauptstraße Bebelstraße verkehrt.

#### ÖPNV

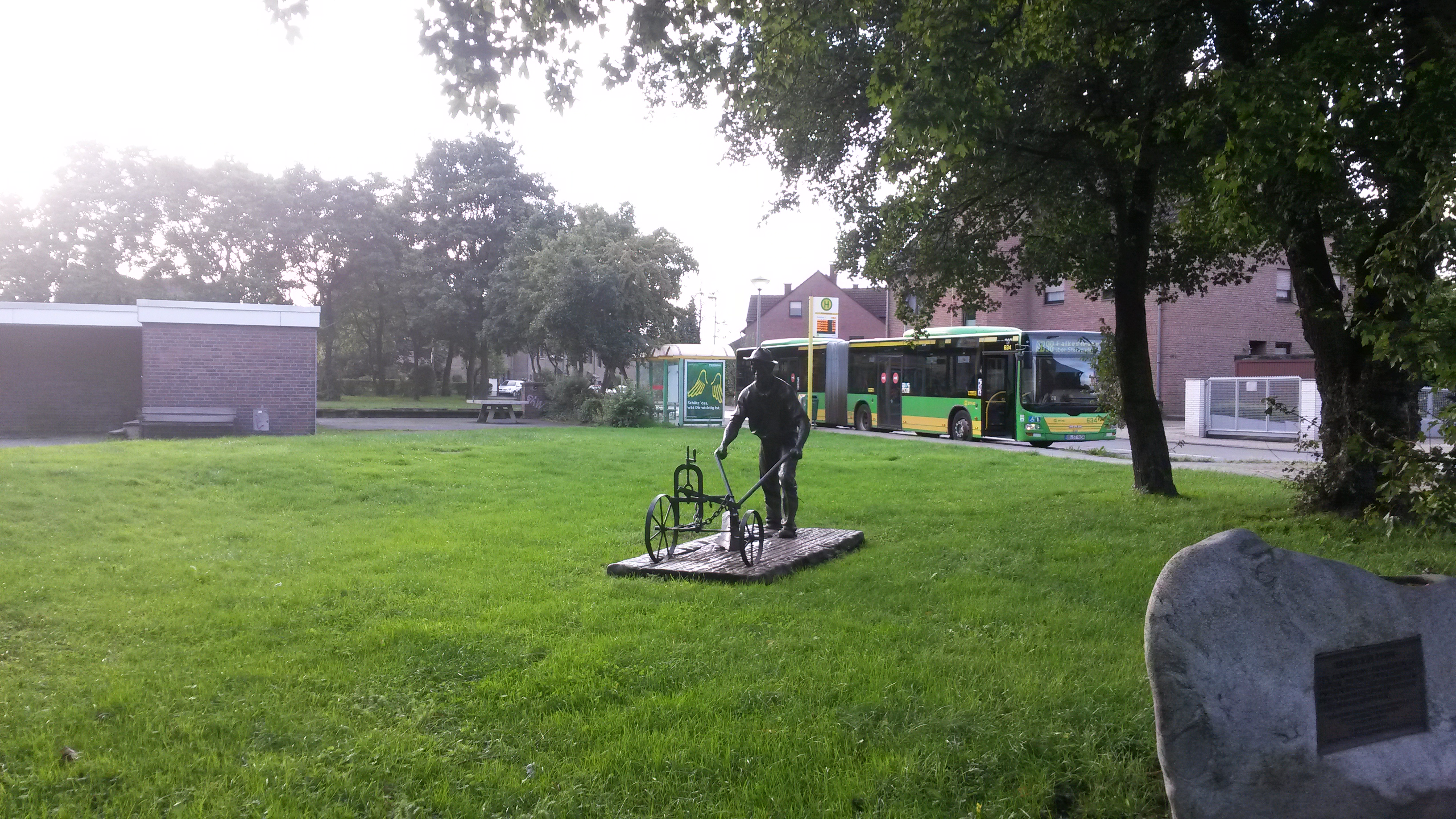
Fröbelplatz, Stadtteilknoten im Westen von Alstaden

Im Jahr 1898 schloss die damalige Gemeinde Alstaden einen Vertrag über die Einrichtung einer Straßenbahn über die damalige Kaiserstraße, heute Bebelstraße. Die Linie 3 fuhr zum ersten Mal am 29. Juni 1901 und wurde vermutlich um 1963 herum mit dem restlichen Oberhausener Straßenbahnnetz stillgelegt. Eine Gaststätte an der ehemaligen Endstation der Linie 3 trug noch bis vor einigen Jahren den Namen „Gaststätte Endstation“.
Den Busverkehr heutzutage in Alstaden regelt die STOAG. In Alstaden verkehren Busverbindungen
- Vom Stadtteilknoten „Fröbelplatz“ zum Einkaufszentrum Bero-Zentrum und zum Hauptbahnhof
  - sowie darüber hinaus nach Osterfeld, Sterkrade, Schmachtendorf, Königshardt
  - nach Essen-Frintrop und -Borbeck
- Von der Haltestelle „Ruhrpark“ zum Hauptbahnhof, nach Sterkrade und Holten
  - sowie nach Mülheim-Styrum zum Anschluss an die S-Bahnen und Buslinien Richtung Mülheimer Hauptbahnhof
- im Westen („Biggestraße“, „Oberhauser Straße“, „Obermeiderich Bahnhof“) zum Duisburger Hauptbahnhof sowie nach Meiderich und darüber hinaus nach Ruhrort und Hochheide

Ein Problem für den öffentlichen Nahverkehr stellt die Enge vieler Alstadener Straßenzüge dar. Gerade die Flügelstraße und die Blockstraße gelten als zu eng für Linien- und insbesondere Gelenkbusse.
| Linie | Linienweg | Takt (Mo–Fr)        | Betreiber        |
| ----- | --- | ------------------- | ---------------- |
| SB90  | Holten Markt – OB-Holten Bf – Schmachtendorf Heinrich-Böll-Gesamtschule – Alsfeld Jägerstr. – Ludwigshütte – OB-Sterkrade Bf – OLGA-Park – Neue Mitte Oberhausen – Oberhausen Hbf – Alstaden – Ruhrpark – Mülheim-Styrum Linie verkehrt zwischen Sterkrade Bf und Oberhausen Hbf über die ÖPNV-Trasse Oberhausen | 20 min              | STOAG            |
| SB92  | KönigshardtFalkestr. – Tackenberg – Klosterhardt – Rothebusch – Osterfeld Mitte – OLGA-Park – Neue Mitte Oberhausen – Oberhausen Hbf – Styrum – Alstaden – Fröbelplatz Linie verkehrt zwischen OLGA-Park und Oberhausen Hbf über die ÖPNV-Trasse Oberhausen                                                      | 20 min              | STOAG            |
| SB93  | Tackenberg – Klosterhardt – Rothebusch – Osterfeld Mitte – OLGA-Park – Neue Mitte Oberhausen – Bismarckstraße – Oberhausen Hbf – Bero-Zentrum Süd – DU-Obermeiderich Bf – Alstaden Fröbelplatz Linie verkehrt zwischen OLGA-Park und Lipperfeld über die ÖPNV-Trasse Oberhausen                                  | 20 min              | STOAG            |
| SB98  | Königshardt Falkestr. – Walsumermark – Schmachtendorf – Alsfeld Jägerstr. – Ludwigshütte – OB-Sterkrade Bf – OLGA-Park – Neue Mitte Oberhausen – Oberhausen Hbf – Bero-Zentrum – Rehmer – Alstaden Fröbelplatz Linie verkehrt zwischen Sterkrade Bf und Oberhausen Hbf über die ÖPNV-Trasse Oberhausen           | 20 min              | STOAG            |
| 143   | Borbeck Bf – Borbeck Lindnerpl. – Essen-Gerschede – Bedingrade – Essen-Frintrop – Oberhausen-Bermensfeld – Knappenmarkt – Bismarckstraße – Rathaus – Oberhausen Hbf – DU-Obermeiderich Bf – Oberhausen-Alstaden Fröbelplatz                                                                                      | 20 min 10 min (HVZ) | STOAG / Ruhrbahn |
| 917   | DU-Hochheide Markt – Homberg Bismarckplatz – Ruhrort Friedrichsplatz – Ruhrort Bf –Laar Scholtenhofstraße – Beeck Brauerei – Mittelmeiderich – Auf dem Damm – Meiderich Bf – Meiderich Ost Bf – Obermeiderich Oberhauser Straße                                                                                  | 30 min              | DVG              |
| 939   | Anne-Frank-Realschule – Oberhausen Hbf – Bero-Zentrum – Babcock Werk 1 – Obermeiderich Bf – Ruhrau – Werthacker – Schnabelhuck – Botanischer Garten – Neudorf – Duisburg Hbf Ost | 60 min              | STOAG/DVG        |

## Persönlichkeiten
- Theodor Undereyck (* 1635 Duisburg; † 1693 Bremen), seit seinem ersten Lebensjahr in Alstaden aufgewachsen, evangelischer Pfarrer, Schriftsteller und Wegbereiter des Pietismus
- Henriette Marx (* 1820 Trier; † 1845 Alstaden), Schwester von Karl Marx
- Joseph Hammels (* 1868 Aachen; † 1944 Köln), von 1903 bis 1912 erster Pfarrer von St. Antonius Alstaden
- Friedrich Knollmann (* 1880 Alstaden; † 1920 Berlin), Politiker der DNVP
- Hermann Lickfeld (* 1898 Alstaden; † 1941 Gießen), Bildhauer
- Karl van Berk (* 1910 Oberhausen-Alstaden; † 1998), Gewerkschafter und SPD-Politiker
- Friedhelm van den Mond (* 1932 Oberhausen-Alstaden), ehemaliger Oberbürgermeister von Oberhausen
- Marianne Vier (* 1939 Oberhausen), ehem. Vorsitzende und Ehrenvorsitzende des Bürgerrings Alstaden, Trägerin des Bundesverdienstkreuzes 1. Klasse
- Heinz Büker (* 1941 Oberhausen), ehemaliger Kanurennsportler des Alstadener KC
- Ludger Schepers (* 1953 Oberhausen-Osterfeld), von 1986 bis 1990 Kaplan an St. Antonius, seit 2008 Weihbischof in Essen
- Alexander Michailowitsch Swerew (* 1960 Sotschi) und Ehefrau Irina Swerew, Tennisspieler, lebten von 1991 bis 1997 in Alstaden und spielten beim TC Babcock[110]
- Dirk Vöpel (* 1971 Oberhausen-Alstaden), Mitglied des Bundestags, Politiker der SPD
- Carmela de Feo (* 1973 Oberhausen-Alstaden), Musikerin, Sängerin und Schauspielerin
- Daniel Düngel (* 1976 Oberhausen-Alstaden), Politiker der Piraten
- Sebastian Dey (* 1979 Oberhausen-Alstaden), Musiker
- Max Meyer (* 1995 Oberhausen-Alstaden), Fußballspieler